# Lista gett żydowskich w czasie II wojny światowej
| Miejscowość                | region                                     | data utworzenia      | data likwidacji          | miejsce deportacji | przybliżona liczna osób |
| -------------------------- | ------------------------------------------ | -------------------- | ------------------------ | --- | ----------------------- |
| Abele                      | Generalkommissariat Litauen                | lipec 1941           | sierpień 1941            | getto w Rakiszkach | 1200                    |
| Adamów                     | Generalgouvernement; Distrikt Lublin       | sierpień 1941        | październik 1942         | 300 osób zamordowanych na miejscu, getto w Łukowie, następnie obóz zagłady w Treblince                                          | 2000                    |
| Agłona                     | Generalkommissariat Lettland               | lipiec 1941          | sierpień 1941            | zamordowani na miejscu | 100                     |
| Aizpute                    | Generalkommissariat Lettland               | lato 1941            | 27 października 1941     | zamordowani na miejscu | 400                     |
| Aleksandria                | Generalkommissariat Wolhynien und Podolien | lato 1941            | 23 września 1943         | zamordowani w lesie Światy | 1000                    |
| Aleksandria                | Generalkommissariat Nikolajew              | grudzień 1941        | marzec 1942              | zamordowani w okolicy Iwangrodu                                                                                                 | 700                     |
| Ałuszta                    | Obszar tyłowy 11 Armii                     | listopad 1941        | grudzień 1941            | zamordowani na terenie sanatorium nr 7                                                                                          | 250                     |
| Andruszówka                | Generalkommissariat Shitomir               | 19 sierpnia 1941     | maj 1942                 | zamordowani na terenie szpitala, obóz pracy w Berdyczowie                                                                       | 700                     |
| Andrychów                  | Provinz Oberschlesien                      | 26 września 1941     | maj 1943                 | obóz zagłady Auschwitz-Birkenau, getto w Wadowicach                                                                             | 1100                    |
| Annopol                    | Generalgouvernement; Distrikt Lublin       | wiosna 1940          | październik 1943         | obóz pracy w Gościeradowie i Janiszowie, zamordowani w Annopolu, getto w Kraśniku                                               | 2000                    |
| Annopol                    | Generalkommissariat Wolhynien und Podolien | listopad 1941        | 2 marca 1942             | getto w Sławucie, zamordowani na miejscu                                                                                        | 1000                    |
| Antonówka                  | Generalkommissariat Wolhynien und Podolien | jesień 1941          | sierpień 1942            | zamordowani w rejonie Kostopola                                                                                                 |                         |
| Antopol                    | Generalkommissariat Wolhynien und Podolien | wiosna 1942          | 15 października 1943     | zamordowani na cmentarzu w Antopolu                                                                                             | 2000 – 2500             |
| Artiomowsk                 | Heeresgebiet Süd                           | wrzesień 1941        | 15 lutego 1942           | zamordowani na miejscu | 1500                    |
| Augustów                   | Bezirk Bialystok                           | październik 1941     | grudzień 1942            | obóz przejściowy w Boguszach | 2000                    |
| Babinicze                  | Heeresgebiet Mitte                         | lipiec 1941          | 15 stycznia 1942         | zamordowani w getcie | 200                     |
| Bacewicze                  | Heeresgebiet Mitte                         | wrzesień 1941        | luty 1942                | zamordowani na miejscu | 100                     |
| Baczki                     | Generalgouvernement, Distrikt Warschau     |                      | 23–25 września 1942      | obóz zagłady w Treblince | 1650                    |
| Balin                      | Generalkommissariat Wolhynien und Podolien | sierpień 1941        | 5 września 1942          | getto w Kamieńcu Podolskim, zamordowani na miejscu                                                                              | 400                     |
| Balvi                      | Generalkommissariat Lettland               | lipiec 1941          | 9 sierpnia 1941          | zamordowani na miejscu | 300                     |
| Bar                        | Generalkommissariat Wolhynien und Podolien | 20 grudnia 1941      | 15 października 1942     | zamordowani na miejscu, getto w Jakusznicy                                                                                      | 5000                    |
| Baranowicze                | Generalkommissariat Weissruthenien         | jesień 1941          | 17 grudnia 1942          | zamordowani na polu między wsiami Uznogi, Gniliszcze i Grabowiec                                                                | 12000                   |
| Baranów                    | Generalgouvernement; Distrikt Krakau       | lato 1942            | 12 lipca 1943            | getto w Dębicy lub do obozu zagłady w Sobiborze, cześć rozstrzelana na miejscu                                                  |                         |
| Baranów                    | Generalgouvernement; Distrikt Lublin       | 1 sierpnia 1941      | maj 1942                 | obóz zagłady w Sobiborze | 1500                    |
| Baranówka                  | Generalkommissariat Shitomir               | lipiec 1941          | 6 stycznia 1942          | zamordowani w okolicy miasta | 1500                    |
| Barań                      | Heeresgebiet Mitte                         | wrzesień 1941        | 8 kwietnia 1942          | zamordowani na miejscu | 100                     |
| Baraszi                    | Generalkommissariat Shitomir               | lato 1941            | marzec 1942              | zamordowani w okolicy miejscowości                                                                                              | 150                     |
| Bauska                     | Generalkommissariat Lettland               | lipiec 1941          | sierpień 1941            | zamordowani na miejscu | 700                     |
| Bazalia                    | Generalkommissariat Wolhynien und Podolien | grudzień 1941        | czerwiec 1942            | zamordowani na miejscu | 400                     |
| Bełchatów                  | Reichsgau Wartheland                       | 1 marca 1941         | 18 sierpnia 1942         | obozy zagłady Kulmhof, Bełżcu i obóz w Szebniach, getto w Łodzi                                                                 | 5460                    |
| Bełżyce                    | Generalgouvernement; Distrikt Lublin       | grudzień 1940        | 8 maja 1943              | obóz zagłady w Sobiborze, obóz pracy przymusowej w Kraśniku-Budzyniu, getto w Piaskach Lubelskich, zamordowani w Bełżycach      | 4854                    |
| Berdyczów                  | Generalkommissariat Żytomierz              | 22 sierpnia 1941     | czerwiec 1942            | | 20000                   |
| Beresteczko                | Generalkommissariat Wolhynien und Podolien | 14 października 1941 | 9 września 1942          | zamordowani w m. Jar pod Beresteczkiem                                                                                          | 3000                    |
| Bereza Kartuska            | Generalkommissariat Wolhynien und Podolien | lipiec 1942          | październik 1942         | zamordowani we wsi Bronnaja Hara                                                                                                | 3000                    |
| Bereźne                    | Generalkommissariat Wolhynien und Podolien | 6 października 1941  | 25 sierpnia 1942         | zamordowanie w Bereźnym | 3680                    |
| Bereżce                    | Generalkommissariat Wolhynien und Podolien | wiosna 1942          | sierpień 1942            | getto w Krzemieńcu Podolskim | 400                     |
| Berezów                    | Generalkommissariat Wolhynien und Podolien | lipiec 1942          | 11 września 1942         | zamordowani na miejscu | 350                     |
| Berezyna                   | Heeresgebiet Mitte                         | jesień 1941          | 28 grudnia 1941          | zamordowani na miejscu | 1000                    |
| Bereźnica                  | Generalkommissariat Wolhynien und Podolien | maj 1942             | 26 sierpnia 1942         | zamordowani w Sarnach | 1000                    |
| Będków                     | Generalgouvernement, Distrikt Radom        | kwiecień 1940        | maj 1942                 | getto w Białej Rawskiej | 350                     |
| Będzin                     | Provinz Oberschlesien                      | maj 1942             | 8 sierpnia 1943          | obóz zagłady Auschwitz-Birkenau                                                                                                 | 27000                   |
| Biała Cerkiew              | Generalkommissariat Kiew                   | 5 sierpnia 1941      | 6 września 1941          | zamordowani w stalagu 334 | 3500                    |
| Biała Podlaska             | Generalgouvernement; Distrikt Lublin       | grudzień 1941        | lipiec 1943              | egzekucje w lesie Grabarka, egzekucje w Białej Podlaskiej, obóz w Sobiborze, obóz w Treblince                                   | 5424                    |
| Biała Rawska               | Generalgouvernement, Distrikt Radom        | 1941                 | październik 1942         | obóz zagłady w Treblince | 4700                    |
| Białaczów                  | Generalgouvernement, Distrikt Radom        | 1941                 | 1942                     | getto w Opocznie | 250                     |
| Białobrzegi                | Generalgouvernement, Distrikt Radom        | kwiecień 1941        | październik 1942         | obóz zagłady w Treblince | 4000                    |
| Białopole                  | Heeresgruppe Süd                           | październik 1941     | zima 1941                | getto w Konotopie | 100                     |
| Białynicze                 | Heeresgebiet Mitte                         | wrzesień 1941        | 12 grudnia 1941          | zamordowani w lesie Mkhi | 700                     |
| Białystok                  | Bezirk Bialystok                           | 26 lipca 1941        | 20 sierpnia 1943         | getto w Prużanie, obóz zagłady w Treblince, obozy pracy, m.in. w Poniatowej, getto w Terezinie, obóz zagłady Auschwitz-Birkenau | 40000 – 6000            |
| Biecz                      | Generalgouvernement; Distrikt Krakau       | październik 1941     | 17 sierpnia 1942         | obóz zagłady w Bełżcu, część zamordowana na miejscu                                                                             | 1700                    |
| Biehomla                   | Generalkommissariat Weissruthenien         | wrzesień 1941        | 2 października 1941      | zamordowani na cmentarzu żydowskim                                                                                              | 200                     |
| Bielsk Podlaski            | Bezirk Bialystok                           | sierpień 1941        | 11 listopada 1942        | getto w Białymstoku, obóz zagłady Treblinka                                                                                     | 15000                   |
| Bielsko-Biała              | Provinz Oberschlesien                      | sierpień 1941        | czerwiec 1942            | obóz zagłady Auschwitz-Birkenau                                                                                                 | 4000                    |
| Bieszenkowicze             | Heeresgebiet Mitte                         | jesień 1941          | luty 1942                | zamordowani na miejscu | 1200                    |
| Bieżanice                  | Heeresgebiet Nord                          | październik 1941     | grudzień 1941            | zamordowani na miejscu | 150                     |
| Biłgoraj                   | Generalgouvernement; Distrikt Lublin       | czerwiec 1940        | 15 stycznia 1943         | zamordowani na miejscu, obóz zagłady w Bełżcu                                                                                   | 3000                    |
| Bircza                     | Generalgouvernement; Distrikt Krakau       | czerwiec 1941        | grudzień 1943            | egzekucje na Kamiennej Górze, na górze Wierzysko, getto w Przemyślu                                                             | 1500                    |
| Birże                      | Generalkommissariat Litauen                | 26 lipca 1941        | 8 sierpnia 1941          | zamordowani w lesie Astrava | 2400                    |
| Biskupice                  | Generalgouvernement; Distrikt Lublin       | wrzesień 1940        | marzec 1942              | obóz zagłady w Bełżcu | 650                     |
| Bliżyn                     | Generalgouvernement, Distrikt Radom        |                      | 22 września 1942         | | 4000                    |
| Błażowa                    | Generalgouvernement; Distrikt Krakau       |                      | 26 czerwca 1942          | getto w Rzeszowie | 2100                    |
| Błędów                     | Generalgouvernement, Distrikt Warschau     | grudzień 1940        | 11 lutego 1941           | getto w Warszawie | 1030                    |
| Błonie                     | Generalgouvernement, Distrikt Warschau     | grudzień 1940        | luty 1941                | getto w Warszawie | 2000                    |
| Bobowa                     | Generalgouvernement; Distrikt Krakau       | październik 1941     | 13 sierpnia 1942         | mordy w getcie, w Stróżówce koło Gorlic (las Garbacze), obóz pracy w Szebniach, getta w Gorlicach i Bieczu                      | 2200                    |
| Bobrujsk                   | Heeresgebiet Mitte                         | 30 lipca 1941        | 30 grudnia 1941          | zamordowani w getcie, na wojskowym lotnisku, k. wsi Kamenka                                                                     | 16000                   |
| Bobryniec                  | Generalkommissariat Nikolajew              | styczeń 1942         | luty 1942                | zamordowani poza miastem | 400                     |
| Bobty                      | Generalkommissariat Litauen                | 7 sierpnia 1941      | koniec sierpnia 1941     | amordowani w zagajniku nad Niewiażą                                                                                             | 150                     |
| Bochnia                    | Generalgouvernement; Distrikt Krakau       | kwiecień 1941        | 3 września 1943          | obóz w Auschwitz-Birkenau | 5000                    |
| Boćki                      | Bezirk Bialystok                           | wiosna 1942          | 2 listopada 1942         | obóz zagłady w Treblince | 600                     |
| Bodzanów                   |                                            |                      | marzec 1941              | getto w Nowym Dworze, obozy pracy w rejencji ciechanowskiej                                                                     |                         |
| Bodzentyn                  | Generalgouvernement, Distrikt Radom        | 1940                 | wrzesień 1942            | obóz zagłady w Treblince | 3700                    |
| Bogoduchów                 | Heeresgebiet Süd                           | październik 1941     | 23 lipca 1942            | obóz pracy, zamordowani na miejscu                                                                                              | 150                     |
| Bogoria                    | Generalgouvernement, Distrikt Radom        |                      | listopad 1942            | obozy zagłady w Treblince i Bełżcu                                                                                              | 600                     |
| Boguszewicze               | Heeresgebiet Mitte                         | lipiec 1941          | grudzień 1941            | getto w Berezynie, 380 osób zamordowanych w okolicy miejscowości                                                                | 500                     |
| Bohusław                   | Generalkommissariat Kiew                   | 15 sierpnia 1941     | 15 września 1941         | zamordowani na miejscu | 400                     |
| Bolechów                   | Generalgouvernement, Distrikt Galizien     | 1941                 | grudzień 1942            | egzekucje w Bolechowie, we wsi Tanjawa, we wsi Dowżka, getto w Stryju, obóz zagłady w Bełżcu                                    |                         |
| Bolimów                    | Generalgouvernement, Distrikt Warschau     | 27 maja 1940         | marzec 1941              | getto w Warszawie | 1500                    |
| Boremel                    | Generalkommissariat Wolhynien und Podolien | maj 1942             | październik 1942         | zamordowani w Boremelu | 800                     |
| Borowucha                  | Heeresgebiet Mitte                         | wrzesień 1941        | 13 stycznia 1942         | zamordowani w pobliskim rowie przeciwczołgowym                                                                                  | 150                     |
| Borszczów                  | Generalgouvernement, Distrikt Galizien     | 1 kwietnia 1942      | 9 czerwca 1943           | obóz śmierci Bełżec, zamordowani na miejscu, obóz w Janowie                                                                     | 4000                    |
| Borysław                   | Generalgouvernement, Distrikt Galizien     | 1942                 | kwiecień–lipiec 1944     | zamordowani na miejscu, obóz śmierci Bełżec                                                                                     | 7000                    |
| Borysów                    | Generalkommissariat Weissruthenien         | lipiec 1941          | lato 1942                | zamordowani na miejscu | 10000                   |
| Borzna                     | Heeresgruppe Süd                           | 11 września 1941     | luty 1942                | zamordowani na miejscu | 300                     |
| Botoki                     | Generalkommissariat Litauen                | lipiec 1941          | 15 września 1941         | zamordowani 5 km od Botok na brzegu Anczy                                                                                       | 2000                    |
| Bowsk                      | Generalkommissariat Lettland               | lipiec 1941          | sierpień 1941            | zamordowani na miejscu | ponad 700               |
| Bóbrka                     | Generalgouvernement, Distrikt Galizien     | 1 grudnia 1942       | 13 kwietnia 1943         | 1070 rozstrzelano we wsi Wołowe, obóz zagłady w Bełżcu                                                                          | 3200                    |
| Brajłów                    | Generalkommissariat Shitomir               | lato 1941            | 25 sierpnia 1942         | zamordowani w okolicy miasta | 2500                    |
| Brańsk                     | Bezirk Bialystok                           | jesień 1941          | 7 listopada 1942         | obóz zagłady w Treblince | 3000                    |
| Brasław                    | Generalkommissariat Weissruthenien         | 15 kwietnia 1942     | 12 marca 1943            | zamordowani na miejscu | 4000                    |
| Brody                      | Generalgouvernement, Distrikt Galizien     | 13 stycznia 1942     | maj 1943                 | obóz zagłady w Bełżcu; obóz zagłady w Sobiborze                                                                                 | 10000                   |
| Brzesko                    | Generalgouvernement; Distrikt Krakau       | wiosna 1941          | 18 września 1942         | obóz zagłady w Bełżcu | 6000                    |
| Brześć Kujawski            | Reichsgau Wartheland                       | początek 1940        | kwiecień 1942            | obozy pracy w okolicach Poznania, getto w Łodzi, obóz Chełmno nad Nerem                                                         | 700                     |
| Brześć nad Bugiem          | Generalkommissariat Wolhynien und Podolien | 16 grudnia 1941      | 18 października 1942     | Bronna Góra | 20000                   |
| Brzeziny                   | Reichsgau Wartheland                       | 28 kwietnia 1940     | 20 maja 1942             | obóz w Chełmnie nad Nerem, getto w Łodzi                                                                                        | 6400                    |
| Brzeżany                   | Generalgouvernement, Distrikt Galizien     | wiosna 1941          | 12 czerwca 1943          | zamordowani na miejscu, obóz zagłady w Bełżcu                                                                                   | 16000                   |
| Brzostek                   | Generalgouvernement; Distrikt Krakau       | wiosna 1941          | 1943                     | zamordowani w okolicy Brzostka                                                                                                  | 300                     |
| Brzostowica Wielka         | Bezirk Bialystok                           | wiosna 1941          | 14 listopada 1942        | zamordowani na miejscu, getto w Krynkach, obóz z Kiełbasinie, obóz zagłady w Treblince                                          | ponad 1000              |
| Brzozów                    | Generalgouvernement; Distrikt Krakau       | 1940                 | sierpień 1942            | zamordowani na miejscu, obóz pracy w Prokocimiu; obóz zagłady w Bełżcu                                                          | 2000                    |
| Buczacz                    | Generalgouvernement, Distrikt Galizien     | wiosna 1941          | 1943                     | zamordowani na miejscu, obóz zagłady w Bełżcu                                                                                   | 10000                   |
| Buda Koszelewska           | Heeresgebiet Mitte                         | 26 października 1941 | 27 grudnia 1941          | zamordowani w pobliskim rowie przeciwczołgowym                                                                                  | 500                     |
| Budsław                    | Generalkommissariat Weissruthenien         | lipiec 1941          | 22 sierpnia 1942         | zamordowani w okolicznych lasach                                                                                                | 200                     |
| Bugaj                      | Reichsgau Wartheland                       | jesień 1940          | 13 stycznia 1942         | obóz w Chełmnie nad Nerem |                         |
| Bukaczowce                 | Generalgouvernement, Distrikt Galizien     | wiosna 1941          | 1943                     | zamordowani na miejscu, obóz zagłady w Bełżcu                                                                                   | 1500                    |
| Buki                       | Generalkommissariat Kiew                   | lato 1941            | maj 1942                 | zamordowani niedaleko rzeki | 500                     |
| Bukowsko                   |                                            | 1940                 | 19 września 1942         | obóz pracy i zagłady w Zasławiu, obóz zagłady w Bełżcu                                                                          |                         |
| Bursztyn                   | Generalgouvernement, Distrikt Galizien     | wrzesień 1941        | wrzesień 1942            | zamordowani w Bukaczowcach i Rohatynie                                                                                          | 1650                    |
| Busk                       | Generalgouvernement, Distrikt Galizien     | koniec 1942          | 21 maja 1943             | zamordowani na miejscu, | 3000                    |
| Busko-Zdrój                | Generalgouvernement, Distrikt Radom        | wiosna 1941          | 1 października 1942      | zamordowani na miejscu, obóz zagłady w Treblince                                                                                | 4500                    |
| Butrymańce                 | Generalkommissariat Litauen                | sierpień 1941        | 9 września 1941          | zamordowani w lesie koło wsi Klidzie                                                                                            | 1500                    |
| Bychawa                    | Generalgouvernement; Distrikt Lublin       | grudzień 1940        | 11 października 1942     | getto w Bełżycach | 3000                    |
| Bychów                     | Heeresgebiet Mitte                         | wrzesień 1941        | zima 1941                | zamordowani w okolicy wsi Woronino                                                                                              | 7000                    |
| Bystrzyca                  | Generalkommissariat Litauen                | lipiec 1941          | 24 października 1942     | zamordowani na miejscu | 200                     |
| Byteń                      | Generalkommissariat Weissruthenien         | czerwiec 1942        | wrzesień 1942            | zamordowani w lesie k. Zapola                                                                                                   | 1200                    |
| Charków                    | Heeresgebiet Süd                           | grudzień 1941        | styczeń 1942             | zamordowani w Drobyckim Jarze                                                                                                   | 12000                   |
| Chełm                      | Generalgouvernement; Distrikt Lublin       | 30 października 1940 | 1943                     | obóz zagłady w Sobiborze, obóz na Majdanku                                                                                      | 11000                   |
| Chersoń                    | Generalkommissariat Nikolajew              | 27 sierpnia 1941     | 27 września 1941         | zamordowani na miejscu | 8000                    |
| Chęciny                    | Generalgouvernement, Distrikt Radom        | połowa 1941          | jesień 1942              | obozy zagłady | 7500                    |
| Chmielnik                  | Generalgouvernement, Distrikt Radom        | pierwsza poł. 1941   | marzec 1943              | zamordowani na miejscu, obóz zagłady w Treblince                                                                                | 13000                   |
| Chmielnik                  | Generalkommissariat Shitomir               | jesień 1941          | grudzień 1943            | zamordowani na miejscu | 6000                    |
| Chmielów                   | Generalgouvernement; Distrikt Krakau       | 1 czerwca 1942       | październik 1942         | obóz zagłady w Treblince | 1000                    |
| Chocieńczyce               | Generalkommissariat Weissruthenien         | październik 1941     | lipiec 1942              | zamordowani na miejscu, część uciekła do partyzantów                                                                            | 100                     |
| Chocimsk                   | Heeresgebiet Mitte                         | 12 lipca 1941        | 5 września 1942          | zamordowani na terenie zakładu włókienniczego                                                                                   | 800                     |
| Chocz                      | Reichsgau Wartheland                       | marzec 1940          | 12 marca 1941            | getto w Koźminku | 40                      |
| Chodel                     | Generalgouvernement; Distrikt Lublin       | 19 września 1941     | 21 września 1942         | obozy zagłady w Sobiborze i Bełżcu                                                                                              | 2000                    |
| Chodorków                  | Generalkommissariat Shitomir               | lato 1941            | 15 października 1941     | zamordowani w okolicy wsi Widrodżennia                                                                                          | 200                     |
| Chodorów                   | Generalgouvernement, Distrikt Galizien     | październik 1942     | 5 lutego 1943            | obóz zagłady w Bełżcu | 3000                    |
| Chołopienicze              | Heeresgebiet Mitte                         | sierpień 1941        | 25 października 1941     | zamordowani w Kamiennym Lohu | 1000                    |
| Chomsk                     | Generalkommissariat Wolhynien und Podolien | sierpień 1941        | kwiecień 1942            | zamordowani na miejscu | 1500                    |
| Chosławicze                | Heeresgebiet Mitte                         | wrzesień 1941        | 20 marca 1942            | zamordowani w pobliskim wąwozie                                                                                                 | 1000                    |
| Chrzanów                   | Provinz Oberschlesien                      | 1940                 | 18 lutego 1943           | obóz Auschwitz-Birkenau | 7000                    |
| Ciechanowiec               | Bezirk Bialystok                           | październik 1941     | 15 listopada 1942        | obóz zagłady Treblinka II, obóz na Majdanku, zamordowani na miejscu                                                             | 4000                    |
| Ciechanów                  | Regierungsbezirk Zichenau                  | koniec 1940          | 5 – 6 listopada 1942     | Auschwitz II – Birkenau | 7000                    |
| Ciechocinek                | Reichsgau Wartheland                       | 1940                 | 19 kwietnia 1942         | obozu pracy w Inowrocławiu, obóz zagłady Chełmno nad Nerem                                                                      | 120                     |
| Ciepielów                  | Generalgouvernement, Distrikt Radom        | grudzień 1941        | październik 1942         | obóz zagłady Treblinka | 600                     |
| Cieszanów                  | Generalgouvernement; Distrikt Lublin       | marzec 1942          | sierpień 1942            | zamordowani na miejscu, obóz zagłady w Bełżcu                                                                                   | 5000                    |
| Cimkowicze                 | Generalkommissariat Weissruthenien         | lato 1941            | 26 czerwca 1942          | zamordowani poza miastem | 900                     |
| Cudnów                     | Generalkommissariat Shitomir               | 15 lipca 1941        | 21 października 1941     | zamordowani poza miastem | 3000                    |
| Cybulów                    | Generalkommissariat Shitomir               | listopad 1941        | 29 maja 1942             | getto w Monasteryszczach, zamordowani na miejscu                                                                                | 500                     |
| Czarnobyl                  | Generalkommissariat Kiew                   | październik 1941     | 19 listopada 1941        | zamordowani na miejscu | 700                     |
| Czarny Ostrów              | Generalkommissariat Wolhynien und Podolien | lipiec 1941          | 12 września 1942         | zamordowani na miejscu | 1000                    |
| Czartorysk                 | Generalkommissariat Wolhynien und Podolien | lato 1941            | 24 sierpnia 1942         | zamordowani na miejscu | 800                     |
| Czaśniki                   | Heeresgebiet Mitte                         | lipiec 1941          | 5 marca 1942             | zamordowani w getcie, egzekucje w Trilesino                                                                                     | 2000                    |
| Czausy                     | Heeresgebiet Mitte                         | sierpień 1941        | październik 1941         | zamordowani w okolicy wsi Dranucha                                                                                              | 1000                    |
| Czeczersk                  | Heeresgebiet Mitte                         | wrzesień 1941        | 28 grudnia 1941          | zamordowani w okolicznych rowach przeciwczołgowych                                                                              | 500                     |
| Czeladź                    | Provinz Oberschlesien                      | czerwiec 1941        | 1 sierpnia 1943          | obóz Auschwitz-Birkenau | 1200                    |
| Czerkasy                   | Generalkommissariat Kiew                   | 12 października 1941 | grudzień 1941            | zamordowani na miejscu | 7000                    |
| Czerniachów                | Generalkommissariat Shitomir               | październik 1941     | listopad 1943            | zamordowani na miejscu | 600                     |
| Czerwińsk n. Wisłą         | Regierungsbezirk Zichenau                  | listopad 1941        | 28 października 1942     | getto w Nowym Dworze Mazowieckim, Auschwitz                                                                                     | 2000                    |
| Czerwonoarmijśk            | Generalkommissariat Shitomir               | lato 1941            | grudzień 1941            | zamordowani k. Łysej Góry | 700                     |
| Czeryków                   | Heeresgebiet Mitte                         | sierpień 1941        | grudzień 1941            | zamordowani w okolicy | 1000                    |
| Czerwień                   | Heeresgebiet Mitte                         | jesień 1941          | 1 lutego 1942            | zamordowani w okolicy wsi | 3500                    |
| Czetwiertnia               | Generalkommissariat Wolhynien und Podolien | lipiec 1941          | 10 października 1942     | |                         |
| Częstochowa                | Generalgouvernement, Distrikt Radom        | kwiecień 1941        |                          | obóz zagłady Treblinka II, zamordowani na miejscu, obozy pracy, KL Buchenwald, KL Dachau                                        | 48000                   |
| Czortków                   | Generalgouvernement, Distrikt Galizien     | marzec 1942          | czerwiec 1943            | obóz zagłady w Bełżcu, obóz w Janowie, zamordowani na miejscu                                                                   | 7000                    |
| Czudec                     | Generalgouvernement; Distrikt Krakau       | koniec 1941          | 27 lipca 1942            | getto w Rzeszowie | 500                     |
| Czyżew                     | Bezirk Bialystok                           | 1941                 | 2 listopada 1942         | getto w Zambrowie | 200                     |
| Ćmielów                    | Generalgouvernement, Distrikt Radom        | 1 czerwca 1942       | październiku 1942        | zamordowani na miejscu, obóz zagłady w Treblince                                                                                | 2000                    |
| Daraganowo                 | Heeresgebiet Mitte                         | sierpień 1941        | 25 stycznia 1943         | zamordowani na miejscu | 150                     |
| Daszów                     | Generalkommissariat Shitomir               | czerwiec 1941        | 20 grudnia 1941          | zamordowani na miejscu | 1000                    |
| Daugieliszki               | Generalkommissariat Litauen                | lipiec 1941          | 27 września 1941         | obóz przejściowy na poligonie artyleryjskim                                                                                     | 150                     |
| Dawigródek                 | Generalkommissariat Wolhynien und Podolien | początek 1942        | 10 września 1942         | zamordowani k. Olszan | 1500                    |
| Dąbie nad Nerem            | Reichsgau Wartheland                       | lato 1940            | 17 grudnia 1941          | obóz zagłady Chełmno nad Nerem                                                                                                  | 1000                    |
| Dąbrowa Białostocka        | Bezirk Bialystok                           | wiosna 1941          | listopad 1942            | obóz w Kiełbasinie | 1000                    |
| Dąbrowa Górnicza           | Provinz Oberschlesien                      | listopad 1940        | sierpień 1943            | getto w Będzinie, getto w Sosnowcu, obóz Auschwitz-Birkenau                                                                     | 1600                    |
| Dąbrowa Tarnowska          | Generalgouvernement; Distrikt Krakau       | lipiec 1942          | październik 1942         | zamordowani na miejscu, obóz zagłady w Bełżcu                                                                                   | 3200                    |
| Dąbrowica                  | Generalkommissariat Wolhynien und Podolien | marzec 1942          | sierpień 1942            | getto w Sarnach, zamordowani na miejscu, ok. 500 uciekło                                                                        | 4500                    |
| Demidow                    | Heeresgebiet Mitte                         | 4 września 1941      | styczeń 1942             | zamordowani na miejscu | 250                     |
| Demidówka                  | Generalkommissariat Wolhynien und Podolien | listopad 1941        | październik 1942         | zamordowani na miejscu | 600                     |
| Denków                     | Generalgouvernement, Distrikt Radom        |                      | 13 października 1942     | obóz zagłady Treblinka II | 500                     |
| Deraźne                    | Generalkommissariat Wolhynien und Podolien | 5 października 1941  | 24 sierpnia 1942         | zamordowani w lasach pod Kostopolem                                                                                             | 750                     |
| Derażnia                   | Generalkommissariat Wolhynien und Podolien | lipiec 1941          | 20 września 1942         | zamordowani w okolicy miasta | 2000                    |
| Dereczyn                   | Generalkommissariat Weissruthenien         | styczeń 1942         | 23 lipca 1942            | zamordowani na miejscu | 4000                    |
| Dębica                     | Generalgouvernement; Distrikt Krakau       | 1941                 | kwiecień 1943            | | 12000                   |
| Dęblin-Irena               | Generalgouvernement; Distrikt Lublin       | wiosna 1941          | 28 października 1942     | obóz zagłady Treblinka II, obozy pracy w Lubelskiem                                                                             | 6000                    |
| Dmytriwka                  | Heeresgebiet Süd                           | październik 1941     | listopad 1941            | zamordowani na terenie kołchozu                                                                                                 | 50                      |
| Dobele                     | Generalkommissariat Lettland               | 4 lipca 1941         | koniec lipca 1941        | zamordowani na miejscu | 70                      |
| Dobra                      | Reichsgau Wartheland                       | 1940                 | 3 października 1941      | getto w Czachulcu (Kowalach Pańskich)                                                                                           | 400                     |
| Dobre                      | Generalgouvernement, Distrikt Warschau     | listopad 1940        | 15 września 1942         | obóz zagłady Treblinka II | 1200                    |
| Dobromil                   | Generalgouvernement; Distrikt Krakau       | październik 1941     | 29 lipca 1942            | zamordowani na miejscu, obóz zagłady w Bełżcu                                                                                   | 3200                    |
| Dobrowieliczka             | Generalkommissariat Nikolajew              | listopad 1941        | 23 grudnia 1941          | zamordowani na miejscu | 300                     |
| Dobrusz                    | Heeresgebiet Mitte                         | listopad 1941        | kwiecień 1943            | zamordowani na miejscu | 500                     |
| Dokszyce                   | Generalkommissariat Weissruthenien         | 30 września 1941     | 12 września 1942         | zamordowani na miejscu | 3000                    |
| Dolina                     | Generalgouvernement, Distrikt Galizien     | lato 1941            | sierpień 1942            | obóz zagłady w Bełżcu, zamordowani na miejscu                                                                                   | 6000                    |
| Dołhinów                   | Generalkommissariat Weissruthenien         | 1 kwietnia 1942      | 22 maja 1942             | zamordowani w okolicach miasta                                                                                                  | 5000                    |
| Domaczewo                  | Generalkommissariat Wolhynien und Podolien | 1 listopada 1941     | 20 września 1942         | zamordowani w mieście | 1500                    |
| Dmitrijew-Lgowskij         | Heeresgruppe Mitte                         | listopad 1941        | marzec 1942              | zamordowani na miejscu | 40                      |
| Dorbiany                   | Generalkommissariat Litauen                | 29 lipca 1941        | 22 września 1941         | zamordowani w pobliskim lesie                                                                                                   | 700                     |
| Dorsuniszki                | Generalkommissariat Litauen                | 7 sierpnia 1941      | 28 sierpnia 1941         | zamordowani na cmentarzu żydowskim                                                                                              | 150                     |
| Drobin                     | Regierungsbezirk Zichenau                  | marzec 1941          | listopad 1941            | getto w Nowym Mieście, następnie Auschwitz II – Birkenau                                                                        | 700                     |
| Drohiczyn                  | Bezirk Bialystok                           | wiosna 1942          | 2 listopada 1942         | zamordowani na miejscu, getto w Siemiatyczach                                                                                   | 700                     |
| Drohiczyn                  | Generalkommissariat Wolhynien und Podolien | kwiecień 1942        | 15 października 1942     | zamordowano w rejonie dworca kolejowego oraz w Bronnej Górze                                                                    | 1500                    |
| Drohobycz                  | Generalgouvernement, Distrikt Galizien     | 1 października 1942  | 6 czerwca 1943           | obóz zagłady w Bełżcu, obóz w Lublinie, obóz w Płaszowie, zamordowani na miejscu                                                | 10000                   |
| Druja                      | Generalkommissariat Weissruthenien         | kwiecień 1942        | 2 lipca 1942             | zamordowani na terenie getta | 3000                    |
| Druskieniki                | Bezirk Bialystok                           | lipiec 1941          | 2 października 1942      | obóz w Kiełbasinie | 1000                    |
| Drybin                     | Heeresgebiet Mitte                         | 30 września 1941     | 6 października 1941      | zamordowani na miejscu | 400                     |
| Dryssa                     | Heeresgebiet Mitte                         | jesień 1941          | 10 lutego 1942           | zamordowani w okolicy miasta | 800                     |
| Drzewica                   | Generalgouvernement, Distrikt Radom        | grudzień 1941        | styczeń 1943             | getto w Opocznie, obóz zagłady Treblinka II                                                                                     | 2500                    |
| Dubienka                   | Generalgouvernement; Distrikt Lublin       | 1941                 | październik 1942         | obóz zagłady w Sobiborze | 3000                    |
| Dubno                      | Generalkommissariat Wolhynien und Podolien | 2 kwietnia 1942      | 24 października 1942     | zamordowani na miejscu | 12000                   |
| Dubrowna                   | Heeresgebiet Mitte                         | jesień 1941          | luty 1942                | zamordowani na miejscu | 2000                    |
| Duchowszczyzna             | Heeresgebiet Mitte                         | wrzesień 1941        | lato 1942                | zamordowani na miejscu | 300                     |
| Dukla                      | Generalgouvernement; Distrikt Krakau       | wiosna 1942          | październik 1942         | zamordowani na miejscu, obóz zagłady w Bełżcu                                                                                   | 1500                    |
| Dukora                     | Generalkommissariat Weissruthenien         | październik 1941     | listopad 1941            | zamordowani nad rzeką Świsłocz                                                                                                  | 600                     |
| Dukszty                    | Generalkommissariat Litauen                | sierpień 1941        | 22 września 1941         | | 650                     |
| Dunajowce                  | Generalkommissariat Wolhynien und Podolien | wiosna 1942          | 18 października 1942     | zamordowani w kopalni fosforu i lesie Solonichnik                                                                               | 5000                    |
| Duniłowicze                | Generalkommissariat Weissruthenien         | 6 stycznia 1942      | 21 listopada 1942        | zamordowani w getcie | 1000                    |
| Dusiaty                    | Generalkommissariat Litauen                | lipiec 1941          | 26 sierpnia 1941         | zamordowani w lesie Deugučiai k. wsi Savičiunai                                                                                 | 400                     |
| Dworzec                    | Generalkommissariat Weissruthenien         | wrzesień 1941        | grudzień 1942            | zamordowani w okolicach miasta                                                                                                  | 3000                    |
| Dywin                      | Generalkommissariat Wolhynien und Podolien | koniec 1941          | 13 sierpnia 1942         | zamordowani w okolicy miejscowości                                                                                              | 1000                    |
| Dzhulynka                  | Generalkommissariat Shitomir               | lipiec 1941          | sierpień 1941            | zamordowani na miejscu | 200                     |
| Dzierżyńsk                 | Generalkommissariat Weissruthenien         | wrzesień 1941        | grudzień 1942            | zamordowani na miejscu | 3000                    |
| Dziewieniszki              | Generalkommissariat Weissruthenien         | wrzesień 1941        | grudzień 1941            | getto w Woronowie | 2000                    |
| Dzisna                     | Generalkommissariat Weissruthenien         | 3 sierpnia 1941      | 15 czerwca 1942          | zamordowani na miejscu | 3000                    |
| Dżankoj                    | Rejon tyłowy 11 Armii                      | 7 listopada 1941     | 31 grudnia 1941          | zamordowani na miejscu | 500                     |
| Ejragoła                   | Generalkommissariat Litauen                | lipiec 1941          | 2 września 1941          | zamordowani obok młyna nad rzeką Dubysą                                                                                         | 800                     |
| Elista                     | Heeresgruppe A                             | wrzesień 1941        | 9 września 1942          | zamordowani w okolicy miasta | 500                     |
| Elizowo                    | Heeresgebiet Mitte                         | sierpień 1941        | 5 kwietnia 1942          | zamordowani nad Swisłoczem | 300                     |
| Erzwiłki                   | Generalkommissariat Litauen                | lipiec 1941          | 15 września 1941         | getto w Botokach | 150                     |
| Falenica-Miedzeszyn        | Generalgouvernement, Distrikt Warschau     | 31 października 1940 | 20 sierpnia 1942         | obóz zagłady Treblinka II | 6500                    |
| Fastów                     | Generalkommissariat Kiew                   | sierpień 1941        | 6 października 1941      | zamordowani na miejscu | 1200                    |
| Firlej                     | Generalgouvernement, Distrikt Radom        | styczeń 1942         | lipiec 1942              | getto w Radomiu | 250                     |
| Fraidorf                   | Generalkommissariat Nikolajew              | lato 1941            | maj 1942                 | obóz w Stalindorfie | ?                       |
| Frysztak                   | Generalgouvernement; Distrikt Krakau       | styczeń 1942         | 18 sierpnia 1942         | zamordowani na miejscu, obóz zagłady w Bełżcu                                                                                   | 1800                    |
| Garbatka                   | Generalgouvernement, Distrikt Radom        | styczeń 1942         | październik 1942         | getto w Zwoleniu | 1000                    |
| Gąbin                      | Reichsgau Wartheland                       | sierpień 1941        | kwiecień 1942            | obóz zagłady w Chełmnie nad Nerem                                                                                               | 2100                    |
| Gielniów                   | Generalgouvernement, Distrikt Radom        | styczeń 1942         | 22 października 1942     | getto w Opocznie | 500                     |
| Głębokie                   | Generalkommissariat Weissruthenien         | wrzesień 1941        | lipiec 1942              | zamordowani na miejscu | 7000                    |
| Głogów Małopolski          | Generalgouvernement; Distrikt Krakau       | 1 lutego 1942        | czerwiec 1942            | getto w Rzeszowie | 1800                    |
| Głowaczów                  | Generalgouvernement, Distrikt Radom        | 1940                 | sierpień 1942            | getto w Kozienicach | 400                     |
| Głowno                     | Generalgouvernement, Distrikt Warschau     | maj 1940             | marzec 1941              | getto w Warszawie | 5600                    |
| Gniewoszów                 | Generalgouvernement, Distrikt Radom        |                      | 15 listopada 1942        | getto w Dęblinie-Irenie, getto w Zwoleniu, obóz zagłady Treblinka II                                                            | 7000                    |
| Godlewo                    | Generalkommissariat Litauen                | lipiec 1941          | 2 września 1941          | zamordowani na miejscu | 300                     |
| Goniądz                    | Bezirk Bialystok                           | 3 lipca 1941         | 2 listopada 1942         | obóz przejściowy w Pietraszach                                                                                                  | 600                     |
| Gorlice                    | Generalgouvernement; Distrikt Krakau       | październik 1941     | 20 sierpnia 1942         | zamordowani na miejscu, obóz zagłady w Bełżcu                                                                                   | 3500                    |
| Gorodziec                  | Heeresgebiet Mitte                         | wrzesień 1941        | luty 1942                | obóz w Brogczewie | 600                     |
| Gorżdy                     | Generalkommissariat Litauen                | lipiec 1941          | 16 września 1941         | zamordowani w lesie Vežaitine                                                                                                   | 500                     |
| Gostini                    | Generalkommissariat Lettland               | 28 czerwca 1941      | 31 lipca 1941            | zamordowani na miejscu | 250                     |
| Gostynin                   | Reichsgau Wartheland                       | styczeń 1941         | sierpień 1942            | obóz zagłady w Chełmnie nad Nerem                                                                                               | 3500                    |
| Góra Kalwaria              | Generalgouvernement, Distrikt Warschau     | koniec 1940          | luty 1941                | getto w Warszawie | 3500                    |
| Grabowiec                  | Generalgouvernement; Distrikt Lublin       | 27 września 1941     | 21 października 1942     | obóz zagłady w Sobiborze | 2100                    |
| Grabów                     | Reichsgau Wartheland                       |                      | kwiecień 1942            | obóz zagłady w Chełmnie nad Nerem                                                                                               | 1200                    |
| Grajewo                    | Bezirk Bialystok                           | sierpień 1941        | 2 listopada 1942         | obóz w Boguszach | 9000                    |
| Grodno                     | Bezirk Bialystok                           | 15 października 1941 | 13 marca 1943            | obóz w Kiełbasinie, obóz zagłady Treblinka II, Auschwitz-Birkenau                                                               | 25000                   |
| Grodziec                   | Reichsgau Wartheland                       | lipiec 1940          | marzec 1941              | getto w Zagórowie, getto w Łodzi                                                                                                | 2000                    |
| Grodzisk                   | Bezirk Bialystok                           | maj 1942             | październik 1942         | getto w Siemiatyczach | 200                     |
| Grodzisk Mazowiecki        | Generalgouvernement, Distrikt Warschau     | listopad 1940        | lato 1941                | getto w Warszawie | 6000                    |
| Gródek                     | Bezirk Bialystok                           | październik 1941     | 1 października 1942      | getto w Białymstoku | 1000                    |
| Gródek                     | Generalkommissariat Weissruthenien         | 13 marca 1942        | 22 czerwca 1942          | zamordowani na miejscu, obóz w Krasnem                                                                                          | 1500                    |
| Gródek                     | Generalkommissariat Wolhynien und Podolien | październik 1941     | 16 stycznia 1943         | getto w Jarmolińcach, zamordowani na miejscu                                                                                    | 1000                    |
| Gródek Jagielloński        | Generalgouvernement, Distrikt Galizien     | 1 grudnia 1942       | 3 lutego 1943            | obóz janowski, obóz zagłady w Bełżcu, zamordowani na miejscu                                                                    | 6500                    |
| Gródek Ostroszycki         | Generalkommissariat Weissruthenien         | sierpień 1941        | październik 1941         | getto w Mińsku | 600                     |
| Grójec                     | Generalgouvernement, Distrikt Warschau     | lato 1940            | luty 1941                | getto w Warszawie | 6000                    |
| Grybów                     | Generalgouvernement; Distrikt Krakau       | koniec 1941          | 20 sierpnia 1942         | getto w Nowym Sączu | 2000                    |
| Gudogaje                   | Generalkommissariat Litauen                | lipiec 1941          | październik 1942         | getto w Oszmianie | 150                     |
| Gulbene                    | Generalkommissariat Lettland               | lipiec 1941          | 9 sierpnia 1941          | zamordowani na miejscu | 150                     |
| Gusino                     | Heeresgebiet Mitte                         | wrzesień 1941        | luty 1942                | zamordowani w okolicy miasta | 300                     |
| Gwoździec                  | Generalgouvernement, Distrikt Galizien     | koniec 1941          | 24 kwietnia 1942         | getto w Kołomyji, obóz zagłady w Bełżcu, zamordowani na miejscu                                                                 | 3500                    |
| Hajsyn                     | Generalkommissariat Shitomir               | sierpień 1941        | maj 1943                 | zamordowani w okolicy m. Bilindijewce                                                                                           | 4000                    |
| Hanuszyszki                | Generalkommissariat Litauen                | lipiec 1941          | 21 września 1941         | getto w Panošiškis | 300                     |
| Hermanowicze               | Generalkommissariat Weissruthenien         | 10 lipca 1941        | 10 listopada 1941        | getto w Szarkowszczyźnie | 300                     |
| Hłusk                      | Heeresgebiet Mitte                         | sierpień 1941        | grudzień 1941            | zamordowani na miejscu | 1000                    |
| Hoduciszki                 | Generalkommissariat Litauen                | 15 sierpnia 1941     | 19 września 1941         | obóz na poligonie obok Nowych Święcian                                                                                          | 1000                    |
| Holszany                   | Generalkommissariat Litauen                | sierpień 1941        | październik 1942         | getto w Wołożynie, getto w Oszmianie                                                                                            | 700                     |
| Homel                      | Heeresgebiet Mitte                         | wrzesień 1941        | 4 listopada 1941         | zamordowani w pobliżu wsi Leszczyniec oraz w Kabanówce                                                                          | 5000                    |
| Homel                      | Heeresgebiet Mitte                         | wrzesień 1941        | październik 1941         | zamordowani obok miejscowości Homel-Dwór                                                                                        | 150                     |
| Horochów                   | Generalkommissariat Wolhynien und Podolien | październik 1941     | 8 września 1942          | zamordowani na miejscu | 3000                    |
| Horodec                    | Generalkommissariat Wolhynien und Podolien | maj 1942             | 26 lipca 1942            | zamordowani na Bronnej Górze | 300                     |
| Horodek                    | Heeresgebiet Mitte                         | wrzesień 1941        | październik 1941         | zamordowani w Berezówce, las Worobiewy                                                                                          | 1500                    |
| Horodenka                  | Generalgouvernement, Distrikt Galizien     | październik 1941     | 10 września 1942         | obóz zagłady w Bełżcu, obóz janowski, zamordowani na miejscu                                                                    | 4500                    |
| Horodnia                   | Heeresgebiet Süd                           | wrzesień 1941        | 20 grudnia 1941          | zamordowani na miejscu | 400                     |
| Horodno                    | Generalkommissariat Wolhynien und Podolien | sierpień 1941        | wrzesień 1942            | zamordowani w lesie Podralicze                                                                                                  | 800                     |
| Horodyszcze                | Generalkommissariat Weissruthenien         | lato 1941            | marzec 1943              | getto w Baranowiczach, zamordowani na miejscu                                                                                   | 1000                    |
| Horodyszcze                | Generalkommissariat Kiew                   | jesień 1941          | 29 marca 1942            | zamordowani na miejscu | 500                     |
| Horodziej                  | Generalkommissariat Weissruthenien         | jesień 1941          | 18 lipca 1942            | zamordowani w okolicach miasta                                                                                                  | 1100                    |
| Hoszcza                    | Generalkommissariat Wolhynien und Podolien | sierpień 1941        | 7 lipca 1943             | zamordowani na miejscu | 1500                    |
| Hoduciszki                 | Generalkommissariat Weissruthenien         | 15 sierpnia 1941     | 19 września 1941         | obóz na poligonie k. Święcian                                                                                                   | 1000                    |
| Horochów                   | Generalkommissariat Wolhynien und Podolien | październik 1941     | 8 września 1942          | zamordowani w okolicy miasta | 3000                    |
| Horodec                    | Generalkommissariat Wolhynien und Podolien | maj 1942             | 26 lipca 1942            | zamordowani w Bronnej Górze | 300                     |
| Horodenka                  | Generalgouvernement, Distrikt Galizien     | grudzień 1941        | wrzesień 1942            | zamordowani na miejscu, obóz zagłady w Bełżcu i Kołomyi                                                                         | 5500                    |
| Horodyszcze                | Generalkommissariat Weissruthenien         | lato 1941            | 21 października 1941     | getto w Baranowiczach, zamordowani na miejscu                                                                                   | 1000                    |
| Horodziej                  | Generalkommissariat Weissruthenien         | jesień 1941          | 18 lipca 1942            | zamordowani w okolicy miasta | 1100                    |
| Hoszcza                    | Generalkommissariat Weissruthenien         | lato 1941            | 17 września 1943         | zamordowani w okolicy miasta |                         |
| Hradzianka                 |                                            |                      |                          | |                         |
| Hrozawa                    | Generalkommissariat Weissruthenien         | wrzesień 1941        | lipiec 1942              | zamordowani w lesie obok getta                                                                                                  | 400                     |
| Hrubieszów                 | Generalgouvernement; Distrikt Lublin       | lato 1941            | wrzesień 1943            | obóz zagłady w Sobiborze | 10000                   |
| Hryców                     | Generalkommissariat Wolhynien und Podolien | sierpień 1941        | wiosna 1942              | zamordowani na miejscu, getto w Starokonstantynowie                                                                             | 500                     |
| Humań                      | Generalkommissariat Kiew                   | 1 października 1941  | 10 kwietnia 1942         | zamordowani poza miastem | 15000                   |
| Ignalino                   | Generalkommissariat Litauen                | lipiec 1941          | 27 września 1941         | obóz na poligonie obok Nowych Święcian                                                                                          | 1200                    |
| Ilino                      | Heeresgebiet Mitte                         | wrzesień 1941        | 24 stycznia 1942         | zamordowani w getcie | 400                     |
| Ilińce                     | Generalkommissariat Shitomir               | sierpień 1941        | 15 grudnia 1942          | zamordowani na miejscu | 2500                    |
| Ilja                       | Generalkommissariat Weissruthenien         | wrzesień 1941        | 7 czerwca 1942           | zamordowani na miejscu | 1000                    |
| Iłoki                      | Generalkommissariat Litauen                | 28 czerwca 1941      | 6 lipca 1941             | zamordowani na cmentarzu żydowskim                                                                                              | 500                     |
| Iłża                       | Generalgouvernement, Distrikt Radom        | 6 grudnia 1941       | 22 października 1942     | obóz zagłady Treblinka II | 2000                    |
| Indura                     | Bezirk Bialystok                           | sierpień 1941        | 2 listopada 1942         | obóz w Kiełbasinie | 2800                    |
| Ingulec                    | Generalkommissariat Nikolajew              | koniec 1941          | 11 czerwca 1941          | zamordowani na miejscu | 1500                    |
| Inowłódz                   | Generalgouvernement, Distrikt Radom        | listopad 1941        | październik 1942         | obóz zagłady Treblinka II | 500                     |
| Iwacewicze                 | Generalkommissariat Weissruthenien         | październik 1941     | sierpień 1942            | zamordowani w okolicach, getto w Byteniu                                                                                        | 600                     |
| Iwaniska                   | Generalgouvernement, Distrikt Radom        | czerwiec 1942        | 15 października 1942     | obóz zagłady Treblinka II | 1500                    |
| Iwieniec                   | Generalkommissariat Weissruthenien         | 25 listopada 1941    | 9 czerwca 1942           | getto w Nowogródku, zamordowani na miejscu                                                                                      | 1500                    |
| Iwje                       | Generalkommissariat Weissruthenien         | wrzesień 1941        | wrzesień 1943            | zamordowani w Staniewiczach, obozy pracy, obozy na Majdanku i Sobiborze                                                         | 4000                    |
| Izbica                     | Generalgouvernement; Distrikt Lublin       | marzec 1942          | kwiecień 1943            | obóz zagłady w Bełżcu, obóz zagłady w Sobiborze                                                                                 | 26000                   |
| Izbica Kujawska            | Reichsgau Wartheland                       | styczeń 1941         | 15 stycznia 1942         | obóz zagłady w Chełmnie nad Nerem (Kulmhof)                                                                                     | 1000                    |
| Jadów                      | Generalgouvernement, Distrikt Warschau     | 17 października 1940 | 23 września 1942         | obóz zagłady Treblinka II, część zamordowana na miejscu                                                                         | 2500                    |
| Jałta                      | Rejon tyłowy 11 Armii                      | 5 grudnia 1941       | 17 grudnia 1941          | zamordowani w getcie | 1800                    |
| Jałtuszkiw                 | Generalkommissariat Wolhynien und Podolien | 20 grudnia 1941      | 15 października 1942     | zamordowani na miejscu | 1500                    |
| Janiszki                   | Generalkommissariat Litauen                | 19 lipca 1941        | 27 sierpnia 1941         | rozstrzelani w lesie Vilkiauşis, getto w Żagorach                                                                               | 700                     |
| Janowiec                   | Generalgouvernement, Distrikt Radom        | grudzień 1941        | 3 sierpnia 1942          | getto w Zwoleniu | 1200                    |
| Janowicze                  | Heeresgebiet Mitte                         | 25 sierpnia 1941     | 10 września 1941         | rozstrzelani koło wsi Zajcewo                                                                                                   | 1600                    |
| Janów                      | Generalgouvernement, Distrikt Galizien     | lipiec 1942          | listopad 1942            | getto w Gródku Jagiellońskim, obóz pracy w Rzęsnej Polskiej, obóz janowski                                                      |                         |
| Janów                      | Generalkommissariat Litauen                | sierpień 1941        | 22 października 1941     | zamordowani w lesie Girele, getto w Kownie                                                                                      | 2500                    |
| Janów                      | Generalkommissariat Shitomir               | marzec 1942          | 30 maja 1942             | zamordowani koło Pikowa | 1000                    |
| Janów Podlaski             | Generalgouvernement; Distrikt Lublin       | 1941                 | 11 lipca 1942            | getto w Białej Podlaskiej | 2000                    |
| Janów Poleski              | Bezirk Bialystok                           | wiosna 1941          | listopad 1942            | obóz w Kiełbasinie | 2400                    |
| Januszpol                  | Generalkommissariat Shitomir               | lipiec 1941          | 29 maja 1942             | zamordowani w okolicy miasta | 1600                    |
| Jarmolińce                 | Generalkommissariat Wolhynien und Podolien | wrzesień 1941        | październik 1942         | zamordowani na miejscu | 6500                    |
| Jaruń                      | Generalkommissariat Shitomir               | listopad 1941        | 5 maja 1942              | zamordowani na miejscu | 700                     |
| Jaryczów Nowy              | Generalgouvernement, Distrikt Galizien     | październik 1942     | 16 stycznia 1943         | obozy pracy, m.in. Winniki, Hermanów, Kurowice, Polonice, obóz zagłady w Bełżcu, zamordowani na miejscu                         | 5000                    |
| Jaryszów                   | Generalkommissariat Wolhynien und Podolien | grudzień 1941        | 21 sierpnia 1942         | zamordowani na miejscu | 800                     |
| Jasienica Rosielna         | Generalgouvernement; Distrikt Krakau       | czerwiec 1942        | 11 sierpnia 1942         | obóz w Krakowie-Pogórzu, stacja kolejowa, część zamordowana na miejscu                                                          | 1500                    |
| Jasionówka                 | Bezirk Bialystok                           | zima 1942            | listopad 1942            | obóz zagłady Treblinka II | 2000                    |
| Jasło                      | Generalgouvernement; Distrikt Krakau       | wiosna 1942          | lato 1942                | zamordowani w lesie w Warzycach, obóz zagłady w Bełżcu                                                                          | 3000                    |
| Jawornik Polski            | Generalgouvernement; Distrikt Krakau       | czerwiec 1942        | lipiec 1942              | getto w Rzeszowie | 400                     |
| Jaworów                    | Generalgouvernement, Distrikt Galizien     | 10 listopada 1942    | 18 kwietnia 1943         | obozy pracy, Jaktorów, Winniki, Janów, obóz zagłady w Bełżcu, zamordowani las k. wsi Porudno                                    | 10000                   |
| Jaworzno                   | Provinz Oberschlesien                      | 1940                 | 9 lipca 1942             | getto w Chrzanowie, obóz Auschwitz-Birkenau                                                                                     | 2200                    |
| Jedlińsk                   | Generalgouvernement, Distrikt Radom        | wiosna 1941          | sierpień 1942            | getto w Białobrzegach | 1000                    |
| Jedlnia                    | Generalgouvernement, Distrikt Radom        | 9 stycznia 1942      | sierpień 1942            | getto w Zwoleniu | 100                     |
| Jedlicze                   | Generalgouvernement; Distrikt Krakau       | 1941                 | sierpień 1942            | getto w Krośnie | 500                     |
| Jedwabne                   | Bezirk Bialystok                           | 20 lipca 1941        | jesień 1941              | getto w Łomży | 200                     |
| Jenakijewe                 | Heeresgebiet Süd                           | luty 1942            | czerwiec 1942            | zamordowani w kopalni Goworówka                                                                                                 | 600                     |
| Jeremicze                  | Generalkommissariat Weissruthenien         | lato 1941            | 4 listopada 1941         | zamordowani na miejscu | 100                     |
| Jezieryszcze               | Heeresgebiet Mitte                         | październik 1941     | luty 1942                | zamordowani poza miastem | 250                     |
| Jezierzany                 | Generalgouvernement, Distrikt Galizien     | październik 1941     | październik 1942         | obóz pracy w Bełżcu, getta w Tłustem, Borszczowie                                                                               | 1800                    |
| Jezierzany                 | Generalkommissariat Wolhynien und Podolien | wiosna 1942          | sierpień 1942            | zamordowani na miejscu | 800                     |
| Jeziorna Królewska         | Generalgouvernement, Distrikt Warschau     | 1940                 | 25 stycznia 1941         | getto w Warszawie | 780                     |
| Jeziory                    | Bezirk Bialystok                           | wrzesień 1941        | 2 listopada 1942         | obóz w Kiełbasinie | 1500                    |
| Jeżów                      | Generalgouvernement, Distrikt Warschau     | 1940                 | marzec 1941              | getto w Warszawie | 1600                    |
| Jędrzejów                  | Generalgouvernement, Distrikt Radom        | wiosna 1940          | marzec 1942              | obóz zagłady Treblinka II | 6000                    |
| Jodłowa                    | Generalgouvernement; Distrikt Krakau       | 1941                 | lato 1942                | część zamordowana na miejscu, obozy zagłady                                                                                     | 350                     |
| Jaunjelgava                | Generalkommissariat Lettland               | lipiec 1941          | 2 sierpnia 1941          | zamordowani na cmentarzu Totanskoe i w lesie k. Bauska                                                                          | 560                     |
| Jēkabpils                  | Generalkommissariat Lettland               | koniec lipca 1941    | 12 września 1941         | zamordowani w pobliżu wsi Kūkas                                                                                                 | 500                     |
| Jełgawa                    | Generalkommissariat Lettland               | lipiec 1941          | 15 sierpnia 1941         | zamordowani na miejscu | 1500                    |
| Jewie                      | Generalkommissariat Litauen                | lipiec 1941          | 22 września 1941         | getto w Siemieliszkach | 400                     |
| Johaniszkiele              | Generalkommissariat Litauen                | lipiec 1941          | 19 sierpnia 1941         | getto w Poswolu | 200                     |
| Jurbork                    | Generalkommissariat Litauen                | pocz. sierpnia 1941  | 6 października 1941      | zamordowani na miejscu, getto w Kownie                                                                                          | 700                     |
| Jurewicze                  | Generalkommissariat Shitomir               | październik 1941     | listopad 1941            | zamordowani na miejscu | 2000                    |
| Kagalnitskaya              | Heeresgebiet B                             | sierpień 1942        | wrzesień 1942            | zamordowani w getcie | 200                     |
| Kalinówka                  | Generalkommissariat Shitomir               | lato 1941            | lato 1942                | zamordowani na miejscu | 1000                    |
| Kalisz                     | Reichsgau Wartheland                       | wiosna 1940          | 8 lipca 1942             | zamordowani w Lasach Skarszewskich, w Lesie Jedlickim i Winiarskim                                                              | 620                     |
| Kalius                     | Generalkommissariat Wolhynien und Podolien | wrzesień 1941        | 20 sierpnia 1942         | zamordowani na miejscu | 1000                    |
| Kalwaria Zebrzydowska      | Generalgouvernement; Distrikt Krakau       | styczeń 1942         | 22 sierpnia 1942         | obóz przejściowy w Skawinie | 1500                    |
| Kaługa                     | Heeresgruppe Mitte                         | listopad 1941        | 21 grudnia 1941          | zamordowano ok. 30, reszta została uratowana przez Armię Czerwoną                                                               | 150                     |
| Kałusz                     | Generalgouvernement, Distrikt Galizien     | koniec 1941          | 3 listopada 1942         | getto w Stanisławowie, zamordowani na miejscu                                                                                   | 6500                    |
| Kałuszyn                   | Generalgouvernement, Distrikt Warschau     | październik 1940     | 9 grudnia 1942           | obóz zagłady Treblinka II, ok. 1000 zamordowanych na miejscu                                                                    | 4000                    |
| Kałyszki                   | Heeresgebiet Mitte                         | sierpień 1941        | 17 marca 1942            | zamordowani na miejscu (ok. 200)                                                                                                | 700                     |
| Kamianka                   | Generalkommissariat Dnjepropetrowsk        | wrzesień 1941        | 4 marca 1942             | zamordowani w budynku NKWD | 500                     |
| Kamjanka                   | Generalkommissariat Nikolajew              | 6 sierpnia 1941      | luty 1942                | zamordowani na miejscu | 500                     |
| Kamieniec Litewski         | Bezirk Bialystok                           | lato 1941            | 12 listopada 1942        | getto w Wysokiem Litewskim | 2500                    |
| Kamieniec Podolski         | Generalkommissariat Wolhynien und Podolien | 5 sierpnia 1941      | listopad 1942            | zamordowani na miejscu | 35000                   |
| Kamień Koszyrski           | Generalkommissariat Wolhynien und Podolien | czerwiec 1942        | 2 listopada 1942         | zamordowani na miejscu | 4000                    |
| Kamieńsk                   | Generalgouvernement, Distrikt Radom        | styczeń 1942         | październik 1942         | obóz zagłady Treblinka II | 600                     |
| Kamionka                   | Bezirk Bialystok                           | 1941                 | 3 listopada 1942         | obóz w Kiełbasinie | 500                     |
| Kamionka Strumiłowa        | Generalgouvernement, Distrikt Galizien     | 30 września 1942     | 28 października 1942     | obóz zagłady w Bełżcu, zamordowani na miejscu                                                                                   | 3200                    |
| Kańczuga                   | Generalgouvernement; Distrikt Krakau       | 1941                 | 8 sierpnia 1942          | getto w Sieniawie, część zamordowana na miejscu                                                                                 | 800                     |
| Karaczew                   | Heeresgebiet Mitte                         | październik 1941     | 12 grudnia 1941          | zamordowani w okolicy miasta | 150                     |
| Karczew                    | Generalgouvernement, Distrikt Warschau     | 1 grudnia 1940       | styczeń 1941             | getto w Warszawie, miejscowy obóz pracy                                                                                         | 700                     |
| Kārsava                    | Generalkommissariat Lettland               | lipiec 1941          | 20 sierpnia 1941         | zamordowani na wzgórzu Naudaskalns                                                                                              | 400                     |
| Katerburg                  | Generalkommissariat Wolhynien und Podolien | wiosna 1942          | 10 sierpnia 1942         | zamordowani na miejscu | 400                     |
| Kazimierz Dolny            | Generalgouvernement; Distrikt Lublin       | marzec 1940          | 9 kwietnia 1942          | getto w Opolu, obóz zagłady w Bełżcu                                                                                            | 3000                    |
| Kibarty                    | Generalkommissariat Litauen                | lipiec 1941          | sierpień 1941            | getto w Virbalis | 600                     |
| Kiejdany                   | Generalkommissariat Litauen                | 23 lipca 1941        | 28 sierpnia 1941         | zamordowani na miejscu | 3000                    |
| Kielce                     | Generalgouvernement, Distrikt Radom        | kwiecień 1941        | sierpień 1942            | obóz zagłady Treblinka II, zamordowani na Pakoszu                                                                               | 27 000                  |
| Kielmy                     | Generalkommissariat Litauen                | lipiec 1941          | 22 sierpnia 1941         | zamordowani na miejscu | 2000                    |
| Kiemieliszki               | Generalkommissariat Litauen                | październik 1941     | 24 października 1942     | zamordowani na miejscu | 400                     |
| Kiernozia                  | Generalgouvernement, Distrikt Warschau     | maj 1940             | marzec 1941              | getto w Warszawie | pk. 650                 |
| Kisielin                   | Generalkommissariat Wolhynien und Podolien | październik 1941     | 12 sierpnia 1942         | zamordowani na miejscu | 600                     |
| Kiwerce                    | Generalkommissariat Wolhynien und Podolien | wrzesień 1941        | maj 1942                 | zamordowani na miejscu | 500                     |
| Kleck                      | Generalkommissariat Weissruthenien         | 26 października 1941 | 21 lipca 1942            | zamordowani na cmentarzu katolickim i w pobliskim lesie                                                                         | 4000                    |
| Klesów                     | Generalkommissariat Wolhynien und Podolien | 25 czerwca 1942      | 27 sierpnia 1942         | getto w Sarnach | 600                     |
| Kleszczele                 | Bezirk Bialystok                           | jesień 1941          | 6 listopada 1942         | getto w Białymstoku | 2000                    |
| Kletnia                    | Heeresgebiet Mitte                         | grudzień 1941        | marzec 1942              | zamordowani w pobliskim lesie                                                                                                   | 200                     |
| Klewań                     | Generalkommissariat Wolhynien und Podolien | lipiec 1941          | 11 lipca 1942            | zamordowani niedaleko miasta | 3500                    |
| Kliczew                    | Heeresgebiet Mitte                         | jesień 1941          | początek 1942            | zamordowani na cmentarzu żydowskim                                                                                              | 600                     |
| Klimontów                  | Generalgouvernement, Distrikt Radom        | czerwiec 1942        | listopad 1942            | obóz zagłady Treblinka II, zamordowani na miejscu                                                                               | 5000                    |
| Klimowicze                 | Heeresgebiet Mitte                         | sierpień 1941        | grudzień 1941            | zamordowani przy drodze do Timonowa                                                                                             | 1500                    |
| Klimowo                    | Heeresgebiet Mitte                         | październik 1941     | marzec 1942              | zamordowani w okolicy | 300                     |
| Klwów                      | Generalgouvernement, Distrikt Radom        | 1942                 | październik 1942         | getto w Drzewicy | 600                     |
| Kłobuck                    | Provinz Oberschlesien                      | październik 1941     | czerwiec 1943            | obozy pracy, obozy zagłady | 1500                    |
| Knyszyn                    | Bezirk Bialystok                           | lipiec 1941          | 2 listopada 1942         | getto w Białymstoku | 2000                    |
| Kobeliaki                  | Generalkommissariat Kiew                   | wrzesień 1941        | 26 stycznia 1942         | zamordowani na miejscu | 350                     |
| Kobryń                     | Generalkommissariat Wolhynien und Podolien | wrzesień 1941        | październik 1942         | zamordowani w Bronnej Górze i w getcie                                                                                          | 8000                    |
| Kobylnik                   | Generalkommissariat Weissruthenien         | lipiec 1941          | 21 września 1942         | zamordowani na miejscu, getto w Miadziole                                                                                       | 400                     |
| Kochanów                   | Heeresgebiet Mitte                         | wrzesień 1941        | styczeń 1942             | zamordowani na cmentarzu żydowskim                                                                                              | 300                     |
| Kock                       | Generalgouvernement; Distrikt Lublin       | marzec 1941          | 6 listopada 1942         | zamordowani na miejscu, getto w Parczewie, getto w Łukowie                                                                      | 8000                    |
| Kodeń                      | Generalgouvernement; Distrikt Lublin       | 1941                 | wrzesień 1942            | getto w Międzyrzeczu Podlaskim                                                                                                  |                         |
| Kołbiel                    | Generalgouvernement, Distrikt Warschau     | 1941                 | 27 września 1942         | obóz zagłady Treblinka II | 1000                    |
| Kolbuszowa                 | Generalgouvernement; Distrikt Krakau       | czerwiec 1941        | 24 czerwca 1942          | getto w Rzeszowie | 2500                    |
| Koluszki                   | Generalgouvernement, Distrikt Radom        | wiosna 1941          | październik 1942         | obóz zagłady Treblinka II | 2000                    |
| Kołaczyce                  | Generalgouvernement; Distrikt Krakau       | 1941                 | 12 sierpnia 1942         | rozstrzelani w lesie w Kowalówkach, w Krajowicach koło Jasła, getto w Jaśle                                                     | 500                     |
| Kołki                      | Generalkommissariat Wolhynien und Podolien | październik 1941     | październik 1942         | zamordowani na miejscu | 2500                    |
| Koło                       | Reichsgau Wartheland                       | grudzień 1939        | wiosna 1942              | getta w GG, obóz zagłady w Chełmnie nad Nerem (Kulmhof)                                                                         | 3000                    |
| Kołomyja                   | Generalgouvernement, Distrikt Galizien     | 26 marca 1942        | 2 lutego 1943            | obóz zagłady w Bełżcu, zamordowani na miejscu                                                                                   | 16000                   |
| Kołtyniany                 | Generalkommissariat Litauen                | 4 września 1941      | 16 września 1941         | zamordowani w lesie Tubines | 130                     |
| Komaje                     | Generalkommissariat Litauen                | lipiec 1941          | sierpień 1941            | getto w Rokiszkach, getto w Abelach                                                                                             |                         |
| Komarno                    | Generalgouvernement, Distrikt Galizien     | październik 1941     | grudzień 1942            | obóz zagłady w Bełżcu, Rudki | 2500                    |
| Komarów                    | Generalgouvernement; Distrikt Lublin       | lato 1941            | listopad 1942            | zamordowani na miejscu, obóz zagłady w Bełżcu                                                                                   | 2500                    |
| Komarówka Podlaska         | Generalgouvernement; Distrikt Lublin       | wiosna 1941          | kwiecień 1943            | obóz zagłady Treblinka II | 600                     |
| Koniecpol                  | Generalgouvernement, Distrikt Radom        | 1941                 | 7 października 1942      | obóz zagłady Treblinka II | 1600                    |
| Konin                      | Reichsgau Wartheland                       | grudzień 1939        | listopad 1942            | getta w GG, getto w Łodzi, getto w Zagórowie                                                                                    | 1000                    |
| Konstantynowo              | Generalkommissariat Litauen                | lipiec 1941          | październik 1941         | zamordowani w lesie Tubiniai | 200                     |
| Konstantynów               | Generalgouvernement; Distrikt Lublin       | koniec 1940          | 25 września 1942         | getto w Białej Podlaskiej | 700                     |
| Końskie                    | Generalgouvernement, Distrikt Radom        | wiosna 1942          | listopad 1942            | obóz zagłady Treblinka II | 9000                    |
| Końskowola                 | Generalgouvernement; Distrikt Lublin       |                      | październik 1942         | getto w Puławach, obóz zagłady w Sobiborze, obóz na Majdanku                                                                    | 2500                    |
| Koprzywnica                | Generalgouvernement, Distrikt Radom        | grudzień 1941        | wrzesień 1942            | obóz zagłady Treblinka II | 2140                    |
| Kopyczyńce                 | Generalgouvernement, Distrikt Galizien     | 1 grudnia 1942       | 3 czerwca 1943           | zamordowani na miejscu | 3000                    |
| Kopyl                      | Generalkommissariat Weissruthenien         | lipiec 1941          | 23 lipca 1942            | zamordowani na miejscu | 1500                    |
| Kopyś                      | Heeresgebiet Mitte                         | październik 1941     | 14 stycznia 1942         | zamordowani w pobliskim wąwozie                                                                                                 | 400                     |
| Korczyna                   | Generalgouvernement; Distrikt Krakau       | listopad 1941        | 12 sierpnia 1942         | 294 rozstrzelano w lesie w Warzycach, zamordowani w Woli Jasienickiej, obóz zagłady w Bełżcu                                    | 700                     |
| Korelicze                  | Generalkommissariat Weissruthenien         | 4 lutego 1942        | 2 czerwca 1942           | zamordowani na miejscu, getto w Nowogródku                                                                                      | 1500                    |
| Korma                      | Heeresgebiet Mitte                         | sierpień 1941        | 8 listopada 1941         | zamordowani w okolicy miasta | 1000                    |
| Korop                      | Heeresgebiet Süd                           | wrzesień 1941        | 9 lutego 1942            | zamordowani w okolicy miasta | 300                     |
| Korosteń                   | Generalkommissariat Shitomir               | październik 1941     | 29 kwietnia 1943         | zamordowani na miejscu, getto w Żytomierzu                                                                                      | 10000                   |
| Korosteszów                | Generalkommissariat Shitomir               | lipiec 1941          | wrzesień 1941            | zamordowani na miejscu | 2000                    |
| Korsuń Szewczenkowski      | Generalkommissariat Kiew                   | październik 1941     | listopad 1941            | zamordowani w Kaniowie | 800                     |
| Korzec                     | Generalkommissariat Wolhynien und Podolien | koniec 1941          | 25 września 1942         | zamordowani na miejscu | 4000                    |
| Kosów                      | Generalgouvernement, Distrikt Galizien     | październik 1941     | 8 września 1942          | getto w Kołomyi, zamordowani na miejscu                                                                                         |                         |
| Kosów Lacki                | Generalgouvernement, Distrikt Warschau     | 1939                 | 25 września 1942         | obóz zagłady Treblinka II | 3800                    |
| Kosów Poleski              | Generalkommissariat Weissruthenien         | październik 1941     | lipiec 1942              | zamordowani na miejscu | 2500                    |
| Kostopol                   | Generalkommissariat Wolhynien und Podolien | 5 października 1941  | 25 sierpnia 1942         | zamordowani na miejscu | 4500                    |
| Koszedary                  | Generalkommissariat Litauen                | 10 sierpnia 1941     | 26 sierpnia 1941         | zamordowani w lesie Strošiunai                                                                                                  | 1900                    |
| Koszyce                    | Generalgouvernement; Distrikt Krakau       | 1940                 | 6 listopada 1942         | obóz zagłady w Bełżcu | 2000                    |
| Kościukowicze              | Heeresgebiet Mitte                         | jesień 1941          | 15 kwietnia 1943         | zamordowani w okolicy miasta | 1000                    |
| Kowale Pańskie (Czachulec) | Reichsgau Wartheland                       | grudzień 1939        | lipiec 1942              | zamordowani na miejscu, obóz zagłady w Chełmnie nad Nerem                                                                       | 6000                    |
| Kowel                      | Generalkommissariat Wolhynien und Podolien | 27 maja 1942         | 6 października 1942      | zamordowani na miejscu | 20000                   |
| Kowno                      | Generalkommissariat Litauen                | 10 lipca 1941        | 8 lipca 1944             | zamordowani na miejscu, obozy koncentracyjne w Dachau i Stutthofie                                                              | 100000                  |
| Koziany                    | Generalkommissariat Weissruthenien         | lato 1941            | 20 sierpnia 1943         | getto w Postawach, zamordowani na miejscu                                                                                       | 500                     |
| Koziatyn                   | Generalkommissariat Shitomir               | lipiec 1941          | grudzień 1942            | zamordowani na miejscu | 1800                    |
| Kozienice                  | Generalgouvernement, Distrikt Radom        | 1940                 | wrzesień 1942            | obóz zagłady Treblinka II | 13 000                  |
| Kozin                      | Generalkommissariat Wolhynien und Podolien | 23 maja 1942         | 6 października 1942      | zamordowani na miejscu | 800                     |
| Kozowa                     | Generalgouvernement, Distrikt Galizien     | 1942                 | 12 czerwca 1943          | obozy pracy Zborów, Hłuboczek, Jagielnica, Jezierzany, Kamionki, Borki Wielkie, Tarnopol, obóz zagłady w Bełżcu                 | 3000                    |
| Koźminek                   | Reichsgau Wartheland                       | styczeń 1940         | lipiec 1942              | obóz zagłady w Chełmnie nad Nerem                                                                                               | 2000                    |
| Kożangródek                | Generalkommissariat Wolhynien und Podolien | marzec 1942          | 18 sierpnia 1942         | zamordowani na miejscu | 1000                    |
| Krakinów                   | Generalkommissariat Litauen                | lipiec 1941          | 27 lipca 1941            | getto w Poniewieżu | 200                     |
| Kraków                     | Generalgouvernement; Distrikt Krakau       | 3 marca 1941         | marzec 1943              | obóz zagłady w Bełżcu, obóz w Płaszowie, zamordowani na miejscu                                                                 | 20000                   |
| Kramatorsk                 | Heeresgebiet Süd                           | październik 1941     | 26 stycznia 1942         | zamordowani pod Melowają Górą                                                                                                   | 300                     |
| Krasiłów                   | Generalkommissariat Wolhynien und Podolien | 1 stycznia 1942      | 12 września 1942         | zamordowani w Maniowcach | 1000                    |
| Krasne                     | Generalkommissariat Weissruthenien         | sierpień 1941        | marzec 1943              | zamordowani w okolicy miasta | 500                     |
| Krasnobród                 | Generalgouvernement; Distrikt Lublin       | wiosna 1941          | lipiec 1942              | obóz zagłady w Bełżcu | 1100                    |
| Krasnołuki                 | Heeresgebiet Mitte                         | jesień 1941          | 6 marca 1942             | zamordowani w okolicy | 400                     |
| Krasnystaw                 | Generalgouvernement; Distrikt Lublin       | sierpień 1940        | październiku 1942        | obóz zagłady w Sobiborze, obóz zagłady w Bełżcu                                                                                 | 2000                    |
| Krasnopole                 | Heeresgebiet Mitte                         | wrzesień 1941        | 25 października 1941     | zamordowani na miejscu | 400                     |
| Kraśniczyn                 | Generalgouvernement; Distrikt Lublin       | 1941                 | październik 1942         | obóz zagłady w Sobiborze, obóz zagłady w Bełżcu                                                                                 | 2000                    |
| Kraśnik                    | Generalgouvernement; Distrikt Lublin       | sierpień 1940        | listopad 1942            | obóz zagłady w Bełżcu, getto w Zaklikowie, zamordowani na miejscu                                                               | 6000                    |
| Kretynga                   | Generalkommissariat Litauen                | lipiec 1941          | wrzesień 1941            | zamordowani na miejscu | 1000                    |
| Krewo                      | Generalkommissariat Litauen                | październik 1941     | październik 1942         | getto w Oszmianie | 500                     |
| Kroki                      | Generalkommissariat Litauen                | sierpień 1941        | 4 października 1942      | zamordowani na miejscu | 1200                    |
| Krosno                     | Generalgouvernement; Distrikt Krakau       | sierpień 1942        | 4 grudnia 1942           | zamordowani na miejscu, getto w Rzeszowie, obóz zagłady w Bełżcu                                                                | 2000                    |
| Krośniewice                | Reichsgau Wartheland                       | maj 1940             | 15 października 1942     | obóz zagłady w Chełmnie nad Nerem                                                                                               | 1100                    |
| Kroże                      | Generalkommissariat Litauen                | czerwiec 1941        | 2 września 1941          | zamordowani w lesie Kupre | 400                     |
| Krucza                     | Heeresgebiet Mitte                         | wrzesień 1941        | 10 października 1941     | zamordowani w okolicy | 200                     |
| Kruhłe                     | Heeresgebiet Mitte                         | październik 1941     | 15 czerwca 1942          | zamordowani w okolicy | 250                     |
| Krupki                     | Heeresgebiet Mitte                         | sierpień 1941        | 18 września 1941         | zamordowani w okolicy | 1000                    |
| Krustpils                  | Generalkommissariat Lettland               | lipiec 1941          | 1 sierpnia 1941          | | 400                     |
| Krynki                     | Bezirk Bialystok                           | 21 grudnia 1941      | 24 stycznia 1943         | obóz w Kiełbasinie, obóz zagłady Treblinka II                                                                                   | 6000                    |
| Krymno                     | Generalkommissariat Wolhynien und Podolien | maj 1942             | 6 września 1942          | zamordowani na miejscu | 400                     |
| Krzemieniec                | Generalkommissariat Wolhynien und Podolien | 1 maja 1942          | sierpień 1942            | zamordowani na miejscu | 8000                    |
| Krzemienica Kościelna      | Bezirk Bialystok                           | 1941                 | 2 października 1942      | obóz tranzytowy w Wołkowysku | 200                     |
| Krzemieńczuk               | Generalkommissariat Kiew                   | październik 1941     | styczeń 1942             | zamordowani na miejscu | 3500                    |
| Krzeszowice                | Generalgouvernement; Distrikt Krakau       | 1 kwietnia 1941      | jesień 1942              | getto w Skawinie | 600                     |
| Krzyczew                   | Heeresgebiet Mitte                         | sierpień 1941        | 8 listopada 1941         | zamordowani w okolicy miasta | 1500                    |
| Krzywicze                  | Generalkommissariat Weissruthenien         | październik 1941     | wrzesień 1942            | zamordowani na miejscu | 1500                    |
| Kublicze                   | Heeresgebiet Mitte                         | wrzesień 1941        | 12 stycznia 1942         | zamordowani na terenie getta | 1000                    |
| Kulczyny                   | Generalkommissariat Wolhynien und Podolien | początek 1942        | czerwiec 1942            | zamordowani w Maniowcach | 500                     |
| Kuldyga                    | Generalkommissariat Lettland               | lipiec 1941          | sierpień 1941            | zamordowani w lesie Kalnamuizhas                                                                                                | 600                     |
| Kunów                      | Generalgouvernement, Distrikt Radom        | 1940                 | październik 1942         | obóz zagłady Treblinka II | 300                     |
| Kupiel                     | Generalkommissariat Wolhynien und Podolien | lato 1941            | sierpień 1942            | getto w Wołoczyskach | 1000                    |
| Kupiszki                   | Generalkommissariat Litauen                | czerwiec 1941        | sierpień 1941            | zamordowani na cmentarzu żydowskim                                                                                              | 1200                    |
| Kurów                      | Generalgouvernement; Distrikt Lublin       | wiosna 1941          | 13 listopada 1942        | getto Końskowola, obóz zagłady w Sobiborze i Bełżcu                                                                             | 1700                    |
| Kurszany                   | Generalkommissariat Litauen                | czerwiec 1941        | wrzesień 1941            | getto w Żagarach, zamordowani na miejscu                                                                                        | 800                     |
| Kuryłowce Murowane         | Generalkommissariat Wolhynien und Podolien | listopad 1941        | 30 października 1942     | zamordowani obok wsi Popow | 2300                    |
| Kutno                      | Reichsgau Wartheland                       | 16 czerwca 1940      | 19 marca 1942            | obóz zagłady w Chełmnie nad Nerem                                                                                               | 7000                    |
| Kuźnica                    | Bezirk Bialystok                           | sierpień 1941        | 2 listopada 1942         | obóz w Kiełbasinie, obóz zagłady w Treblince                                                                                    | 1000                    |
| Lachowce                   | Generalkommissariat Wolhynien und Podolien | wrzesień 1941        | 27 lipca 1942            | zamordowani koło wsi Trostianka                                                                                                 | 2500                    |
| Lachowicze                 | Generalkommissariat Weissruthenien         | październik 1941     | 25 czerwca 1942          | zamordowani na miejscu | 3500                    |
| Lady                       | Heeresgebiet Mitte                         | jesień 1941          | 2 kwietnia 1942          | zamordowani w rowach przeciwczołgowych nad Miereją                                                                              | 2000                    |
| Latowicz                   | Generalgouvernement, Distrikt Warschau     | listopad 1941        | 14 października 1942     | obóz zagłady Treblinka II | 700                     |
| Latyczów                   | Generalkommissariat Wolhynien und Podolien | 22 września 1941     | 30 stycznia 1943         | zamordowani na miejscu | 7500                    |
| Lebiedziew                 | Generalkommissariat Weissruthenien         | październik 1941     | 24 czerwca 1942          | zamordowani na miejscu | 1000                    |
| Legionowo                  | Generalgouvernement, Distrikt Warschau     | grudzień 1940        | 4 października 1942      | obóz zagłady Treblinka II, | 2500                    |
| Lelczyce                   | Generalkommissariat Shitomir               | lato 1941            | listopad 1942            | zamordowani na miejscu | 800                     |
| Lenin                      | Generalkommissariat Weissruthenien         | 10 maja 1942         | 13 sierpnia 1942         | zamordowani na miejscu | 2000                    |
| Lenino                     | Heeresgebiet Mitte                         | sierpień 1941        | lipiec1942               | zamordowani na miejscu | 70                      |
| Lepel                      | Heeresgebiet Mitte                         | lipiec 1941          | 28 lutego 1942           | zamordowani koło Czernouchy | 1100                    |
| Lesko                      | Generalgouvernement; Distrikt Krakau       | wiosna 1942          | 14 sierpnia 1942         | obóz pracy przymusowej Zwangsarbeitslager Zaslaw, obóz zagłady w Bełżcu                                                         | 15000                   |
| Leszniów                   | Generalgouvernement, Distrikt Galizien     | lato 1941            | 17 kwietnia 1943         | getto w Brodach | 300                     |
| Leśna                      | Generalkommissariat Weissruthenien         | lipiec 1941          | 13 marca 1943            | zamordowani na miejscu | 70                      |
| Leżajsk                    | Generalgouvernement; Distrikt Krakau       | 1941                 | lipiec 1942              | obóz przejściowy w Pełkinie | 1000                    |
| Lida                       | Generalkommissariat Weissruthenien         | grudzień 1941        | 18 września 1943         | zamordowani na miejscu, obóz zagłady w Sobiborze                                                                                | 8000                    |
| Ligumy                     | Generalkommissariat Litauen                | lipiec 1941          | sierpień 1941            | zamordowani w lesie Juknaičiai                                                                                                  | 100                     |
| Limanowa                   | Generalgouvernement; Distrikt Krakau       | 4 lipca 1942         | 18 sierpnia 1942         | getto w Nowym Sączu | 1500                    |
| Linków                     | Generalkommissariat Litauen                | czerwiec 1941        | 7 sierpnia 1941          | zamordowani w lesie Atkočiunai i w lesie Dovariukai                                                                             | 800                     |
| Linowo                     | Generalkommissariat Weissruthenien         | lipiec 1941          | lipiec 1942              | zamordowani w okolicy | 200                     |
| Lipawa                     | Generalkommissariat Lettland               | maj 1942             | 8 października 1943      | zamordowani nad Bałtykiem, w Szkadenie, getto w Rydze                                                                           | 6500                    |
| Lipień                     | Heeresgebiet Mitte                         | sierpień 1941        | październik 1941         | zamordowani w okolicy | 200                     |
| Lipowiec                   | Generalkommissariat Shitomir               | zima 1941            | maj 1942                 | zamordowani w okolicy wsi Wachnówka                                                                                             | 1100                    |
| Lipsko                     | Generalgouvernement, Distrikt Radom        | 6 grudnia 1941       | 17 października 1942     | obóz przejściowy w Tarłowie | 3600                    |
| Lityn                      | Generalkommissariat Shitomir               | 18 grudnia 1941      | 13 września 1943         | zamordowani na miejscu | 2200                    |
| Lubaczów                   | Generalgouvernement, Distrikt Galizien     | 10 października 1942 | 8 stycznia 1943          | obozy pracy w Cieszanowie, Starym Dzikowie, Parczewie i Ostrowcu, obozy zagłady w Bełżcu i Sobiborze, zamordowani na miejscu    | 5000                    |
| Lubań                      | Heeresgebiet Mitte                         | wrzesień 1941        | 4 grudnia 1941           | zamordowani w getcie | 1000                    |
| Lubar                      | Generalkommissariat Shitomir               | lipiec 1941          | październik 1941         | zamordowani 4 km za miastem | 1700                    |
| Lubartów                   | Generalgouvernement; Distrikt Lublin       | 1940                 | 24 października 1942     | zamordowani na miejscu, obóz zagłady w Sobiborze                                                                                | 7000                    |
| Lubcz                      | Generalkommissariat Weissruthenien         | II połowa 1941       | marzec 1942              | getto w Nowogródku, obóz w Worobiewiczach, zamordowani na miejscu                                                               | 1800                    |
| Lubieszów                  | Generalkommissariat Wolhynien und Podolien | kwiecień 1942        | październik 1942         | zamordowani na miejscu | 2000                    |
| Lublin                     | Generalgouvernement; Distrikt Lublin       | 24 marca 1941        | 3 listopada 1943         | obóz zagłady w Bełżcu, obóz na Majdanku, obóz w Trawnikach                                                                      | 34000                   |
| Luboml                     | Generalkommissariat Wolhynien und Podolien | listopad 1941        | 1 października 1942      | zamordowani k. wsi Borki | 4000                    |
| Lucyn                      | Generalkommissariat Lettland               | lipiec 1941          | 2 kwietnia 1942          | zamordowani nad jeziorem Crima                                                                                                  | 1000                    |
| Ludwipol                   | Generalkommissariat Wolhynien und Podolien | 13 października 1941 | 25 września 1942         | zamordowani na miejscu | 1500                    |
| Lutomiersk                 | Reichsgau Wartheland                       | sierpień 1940        | 29 lipca 1942            | obóz zagłady w Chełmnie nad Nerem, getto w Łodzi                                                                                | 1000                    |
| Lututów                    | Reichsgau Wartheland                       | początek 1940        | sierpień 1942            | obóz zagłady w Chełmnie nad Nerem, getto w Łodzi                                                                                | 2000                    |
| Lwów                       | Generalgouvernement, Distrikt Galizien     | 18 września 1941     | 16 czerwca 1943          | obóz zagłady w Bełżcu, obóz janowski, zamordowani na miejscu                                                                    | 140000                  |
| Łachwa                     | Generalkommissariat Wolhynien und Podolien | 1 kwietnia 1942      | wrzesień 1942            | zamordowani na miejscu | 2000                    |
| Łagów                      | Generalgouvernement, Distrikt Radom        | marzec 1942          |                          | getto w Kielcach | 2000                    |
| Łanowce                    | Generalkommissariat Wolhynien und Podolien | luty 1942            | 14 sierpnia 1942         | zamordowani na miejscu | 2000                    |
| Łańcut                     | Generalgouvernement; Distrikt Krakau       | 15 stycznia 1942     | 19 sierpnia 1942         | obóz w Pełkiniach, obóz zagłady w Bełżcu                                                                                        | 1500                    |
| Łapicze                    | Heeresgebiet Mitte                         | sierpień 1941        | kwiecień 1942            | zamordowani w okolicy | 800                     |
| Łapy                       | Bezirk Bialystok                           | lipiec 1941          | 2 listopada 1942         | obóz przejściowy w Białymstoku, zamordowani na miejscu                                                                          |                         |
| Łask                       | Reichsgau Wartheland                       | koniec 1940          | sierpień 1942            | obóz zagłady w Chełmnie nad Nerem, getto w Łodzi                                                                                | 4000                    |
| Łaskarzew                  | Generalgouvernement, Distrikt Warschau     | listopad 1941        | 30 września 1942         | obóz zagłady Treblinka II | 1500                    |
| Łącko                      |                                            |                      |                          | |                         |
| Łęczna                     | Generalgouvernement; Distrikt Lublin       | 7 stycznia 1940      | 9 października 1943      | obóz zagłady w Bełżcu, obóz pracy w Trawnikach                                                                                  | 3000                    |
| Łęczyca                    | Reichsgau Wartheland                       | luty 1941            | kwiecień 1942            | obóz zagłady w Chełmnie nad Nerem                                                                                               | 3000                    |
| Łochów                     | Generalgouvernement, Distrikt Warschau     | czerwiec 1940        | 25 września 1942         | obóz zagłady Treblinka II | 1700                    |
| Łochwica                   | Generalkommissariat Kiew                   | październik 1941     | 12 maja 1942             | zamordowani koło wsi Blagodarovka                                                                                               | 700                     |
| Łokacze                    | Generalkommissariat Wolhynien und Podolien | październik 1941     | 13 września 1942         | zamordowani na miejscu | 2200                    |
| Łomazy                     | Generalgouvernement; Distrikt Lublin       | 19 maja 1942         | 19 sierpnia 1942         | zamordowani w lesie Hały | 1500                    |
| Łomianki                   | Generalgouvernement, Distrikt Warschau     | 15 września 1940     | 25 lutego 1941           | getto we Włochach | 300                     |
| Łomża                      | Bezirk Bialystok                           | sierpień 1941        | listopad 1942            | obóz zbiorczy w Zambrowie | 9000                    |
| Łosice                     | Generalgouvernement, Distrikt Warschau     | marzec 1940          | 27 listopada 1942        | getto w Siedlcach, obóz zagłady Treblinka II                                                                                    | 4600                    |
| Łowicz                     | Generalgouvernement, Distrikt Warschau     | maj 1940             | lato 1942                | obóz zagłady Treblinka II, getto w Warszawie                                                                                    | 7000                    |
| Łoździeje                  | Generalkommissariat Litauen                | 15 września 1941     | 3 listopada 1941         | zamordowani na miejscu | 1600                    |
| Łoźna                      | Heeresgebiet Mitte                         | sierpień 1941        | 28 lutego 1942           | zamordowani w getcie | 700                     |
| Łódź                       | Reichsgau Wartheland                       | 8 lutego 1940        | sierpień 1944            | obóz zagłady w Chełmnie nad Nerem, Auschwitz II – Birkenau                                                                      | 200 000                 |
| Łuck                       | Generalkommissariat Wolhynien und Podolien | 12 grudnia 1941      | 3 września 1942          | zamordowani na miejscu, obóz pracy w Winnicy                                                                                    | 19000                   |
| Łuków                      | Generalgouvernement; Distrikt Lublin       | lipiec 1940          | 2 maja 1943              | obóz zagłady w Treblince | 10000                   |
| Łuniniec                   | Generalkommissariat Wolhynien und Podolien | marzec 1942          | październik 1942         | zamordowani przy drodze do Pińska                                                                                               | 3000                    |
| Łunna                      | Bezirk Bialystok                           | 2 listopada 1941     | 2 listopada 1942         | obóz w Kiełbasinie | 1549                    |
| Łużki                      | Generalkommissariat Weissruthenien         | jesień 1941          | 7 lipca 1942             | zamordowani w okolicach miasta                                                                                                  | 1000                    |
| Łyntupy                    | Generalkommissariat Litauen                | grudzień 1941        | 22 grudnia 1942          | getto w Święcianach, zamordowani na miejscu                                                                                     | 600                     |
| Łyszkowice                 | Generalgouvernement, Distrikt Warschau     | maj 1940             | marzec 1941              | getto w Warszawie | 500                     |
| Maciejowice                |                                            |                      |                          | |                         |
| Maciejów                   | Generalkommissariat Wolhynien und Podolien | koniec 1941          | wrzesień 1942            | zamordowani na miejscu | 2500                    |
| Magnuszew                  | Generalgouvernement, Distrikt Radom        | marzec 1941          | wrzesień 1942            | getto w Kozienicach | 1200                    |
| Maków Mazowiecki           | Regierungsbezirk Zichenau                  | wiosna 1940          | 18 listopada 1942        | getto w Mławie, następnie Auschwitz II – Birkenau lub Treblinka                                                                 | 5500                    |
| Mała Wyska                 | Generalkommissariat Nikolajew              | wrzesień 1941        | grudzień 1941            | zamordowani w pobliskim lesie                                                                                                   | 200                     |
| Małogoszcz                 | Generalgouvernement, Distrikt Radom        | październik 1941     | 28 sierpnia 1942         | getto w Jędrzejowie | 8000                    |
| Małoryta                   | Generalkommissariat Wolhynien und Podolien | jesień 1941          | 7 lipca 1942             | zamordowani na miejscu | 900                     |
| Maniewicze                 | Generalkommissariat Wolhynien und Podolien | wiosna 1942          | 5 września 1942          | zamordowani przy drodze do Czerewuchy                                                                                           | 2000                    |
| Mańkiwka                   | Generalkommissariat Kiew                   | październik 1941     | 18 kwietnia 1942         | obóz w Buku, zamordowani na miejscu                                                                                             | 800                     |
| Marcinkańce                | Bezirk Bialystok                           | listopad 1941        | 2 listopada 1942         | obóz zagłady w Treblince, zamordowani na miejscu                                                                                | 400                     |
| Mariampol                  | Generalgouvernement, Distrikt Radom        | 22 grudnia 1941      | sierpień 1942            | obóz zagłady Treblinka II | 2200                    |
| Mariampol                  | Generalkommissariat Litauen                | lipiec 1941          | 1 września 1941          | zamordowani w getcie | 5000                    |
| Marina Horka               | Heeresgebiet Mitte                         | wrzesień 1941        | 28 września 1941         | zamordowani w Popowej Horce | 1000                    |
| Markuszów                  | Generalgouvernement; Distrikt Lublin       | maj 1941             | 2 września 1943          | obóz zagłady w Bełżcu, getto w Nałęczowie i Puławach, obóz zagłady Sobibór                                                      | 1500                    |
| Mejszagoła                 | Generalkommissariat Litauen                | lipiec 1941          | 28 września 1941         | zamordowani w Willanowie | 500                     |
| Merecz                     | Generalkommissariat Litauen                | lipiec 1941          | 10 września 1941         | zamordowani na cmentarzu żydowskim                                                                                              | 800                     |
| Miadzioł                   | Generalkommissariat Weissruthenien         | koniec 1941          | październik 1942         | 100 uciekło z getta | 200                     |
| Michaliszki                | Generalkommissariat Litauen                | październik 1941     | październik 1942         | getto w Wilnie oraz obozy pracy w Ziezmariai i Vievis                                                                           | 1500                    |
| Michałowo                  | Bezirk Bialystok                           | lato 1941            | 2 listopada 1942         | getto Białymstoku | 1500                    |
| Michów                     | Generalgouvernement; Distrikt Lublin       | 1940                 | 10 maja 1942             | obóz zagłady w Sobiborze | 2500                    |
| Miechów                    | Generalgouvernement; Distrikt Krakau       | marzec 1941          | październik 1942         | obóz zagłady w Bełżcu | 10000                   |
| Mielec                     | Generalgouvernement; Distrikt Krakau       | lato 1941            | 9 marca 1942             | okoliczne getta, zamordowani na miejscu                                                                                         | 5000                    |
| Mielnica                   | Generalkommissariat Wolhynien und Podolien | sierpień 1942        | 3 września 1942          | zamordowani na miejscu | 1200                    |
| Międzybóż                  | Generalkommissariat Wolhynien und Podolien | wiosna 1942          | 2 listopada 1942         | zamordowani na miejscu | 5000                    |
| Międzyrzec Korecki         |                                            |                      |                          | |                         |
| Międzyrzec Podlaski        | Generalgouvernement; Distrikt Lublin       | kwiecień 1941        | 17 lipca 1943            | obóz na Majdanku, obóz zagłady w Bełżcu                                                                                         | 24000                   |
| Międzyrzecz                | Generalkommissariat Wolhynien und Podolien | lato 1941            | 26 września 1942         | | 2000                    |
| Mikaszewicze               | Generalkommissariat Wolhynien und Podolien | maj 1942             | 6 sierpnia 1942          | zamordowani poza miastem | 400                     |
| Mikołajów                  | Generalgouvernement, Distrikt Galizien     | 1941                 | 5 września 1942          | obóz zagłady w Bełżcu, obozy pracy w Karpatach                                                                                  | 600                     |
| Mikołajów                  | Generalkommissariat Nikolajew              | wrzesień 1941        | 21 września 1942         | zamordowani w Kalinówce i Woskriesieńsku                                                                                        | 7500                    |
| Mikulińce                  | Generalgouvernement, Distrikt Galizien     | wiosna 1942          | październik 1942         | obozy pracy, obóz zagłady w Bełżcu, zamordowani na miejscu                                                                      | 2000                    |
| Milejczyce                 | Bezirk Bialystok                           | sierpień 1941        | 5 listopada 1942         | getto w Kleszczelach | 1250                    |
| Miłosna                    | Generalgouvernement, Distrikt Warschau     | 1940                 | 26 marca 1942            | getto w Warszawie | 500                     |
| Mińkowce                   | Generalkommissariat Wolhynien und Podolien | sierpień 1941        | 30 sierpnia 1941         | zamordowani k. wsi Głuboczek | 2200                    |
| Mińsk                      | Generalkommissariat Weissruthenien         | lipiec 1941          | październik 1943         | zamordowani na miejscu, obóz zagłady w Małym Trościeńcu                                                                         | 100000                  |
| Mińsk Mazowiecki           | Generalgouvernement, Distrikt Warschau     | październik 1940     | 21 sierpnia 1942         | obóz zagłady Treblinka II | 7000                    |
| Miory                      | Generalkommissariat Weissruthenien         | lipiec 1941          | 2 czerwca 1942           | zamordowani w lesie Krukówka, ok. 250 osób zdołało uciec                                                                        | 1000                    |
| Mir                        | Generalkommissariat Weissruthenien         | lipiec 1941          | 13 sierpnia 1942         | zamordowani na miejscu | 3000                    |
| Miropol                    | Generalkommissariat Shitomir               | sierpień 1941        | luty 1942                | zamordowani w okolicy pałacu Potockich                                                                                          | 1000                    |
| Mizocz                     | Generalkommissariat Wolhynien und Podolien | marzec 1942          | 15 października 1942     | zamordowani na miejscu | 1700                    |
| Mława                      | Regierungsbezirk Zichenau                  | początek 1941        | 10 grudnia 1942          | Auschwitz II – Birkenau | 6000 – 7000             |
| Młynów                     | Generalkommissariat Wolhynien und Podolien | maj 1942             | październik 1942         | | 1500                    |
| Mniszew                    | Generalgouvernement, Distrikt Radom        | grudzień 1941        | sierpień 1942            | getto w Kozienicach | 300                     |
| Modrzejów                  | Provinz Oberschlesien                      | 1940                 | 19 maja 1943             | obóz tranzytowy Sosnowiec | 1200                    |
| Mogielnica                 | Generalgouvernement, Distrikt Warschau     | listopad 1940        | lipiec 1942              | getto w Warszawie, obóz zagłady Treblinka II                                                                                    | 2800                    |
| Mohylew                    | Heeresgebiet Mitte                         | sierpień 1941        | 26 maja 1942             | zamordowani na miejscu | 14000                   |
| Mokrowo                    | Generalkommissariat Wolhynien und Podolien | maj 1942             | grudzień 1943            | zamordowani na miejscu | 300                     |
| Mołczadź                   | Generalkommissariat Weissruthenien         | lipiec 1941          | 18 czerwca 1942          | zamordowani na miejscu | 3500                    |
| Mołodeczno                 | Generalkommissariat Weissruthenien         | lipiec 1941          | październik 1942         | zamordowani w okolicy miejscowości                                                                                              | 3000                    |
| Monastyryszcze             | Generalkommissariat Shitomir               | sierpień 1941        | 29 maja 1942             | zamordowani na miejscu | 1600                    |
| Mordy                      | Generalgouvernement, Distrikt Warschau     | 22 lipca 1941        | 22 sierpnia 1942         | obóz zagłady Treblinka II | 4500                    |
| Moroczna                   | Generalkommissariat Wolhynien und Podolien | początek 1942        | wrzesień 1942            | zamordowani na miejscu | 1700                    |
| Mosty Wielkie              | Generalgouvernement, Distrikt Galizien     | sierpień 1942        | 11 lutego 1943           | getto w Sokalu, getto w Złoczowie, zamordowani na miejscu                                                                       | 4000                    |
| Mościska                   | Generalgouvernement, Distrikt Galizien     | poczatek 1942        | 1 grudnia 1942           | obóz pracy w Jaktorowie i obóz janowski, obóz zagłady w Bełżcu, Jaworów (grudzień 1942)                                         | 3000                    |
| Mozyrz                     | Generalkommissariat Shitomir               | jesień 1941          | 7 stycznia 1942          | zamordowani w okolicy wsi Bóbr                                                                                                  | 2000                    |
| Możejki                    | Generalkommissariat Litauen                | lipiec 1941          | 9 sierpnia 1941          | zamordowani na cmentarzu żydowskim                                                                                              | 3000                    |
| Mrozy                      | Generalgouvernement, Distrikt Warschau     | wiosna 1940          | wrzesień 1942            | obóz zagłady Treblinka II, | 600                     |
| Mstów                      | Generalgouvernement, Distrikt Radom        | początek 1940        | sierpień 1942            | getto w Radomsku | 650                     |
| Mszana Dolna               | Generalgouvernement; Distrikt Krakau       | styczeń 1940         | 16 lipca 1942            | zamordowani na miejscu | 1000                    |
| Mszczonów                  | Generalgouvernement, Distrikt Warschau     | koniec 1940          | lutego 1941              | getto w Warszawie | 2000                    |
| Mścisław                   | Heeresgebiet Mitte                         | wrzesień 1941        | 15 października 1941     | zamordowani w pobliżu miasta | 1100                    |
| Mychajliwka                | Generalkommissariat Wolhynien und Podolien | listopad 1941        | październik 1942         | getto w Jarolińcach | 200                     |
| Myszków                    |                                            | koniec 1940          | luty 1941                | getto w Żarkach | 1000                    |
| Nadwórna                   | Generalgouvernement, Distrikt Galizien     | kwiecień 1942        | 24 października 1942     | getto w Stryju i Tarnopolu, zamordowani na miejscu                                                                              | 3600                    |
| Naprasnowka                | Heeresgebiet Mitte                         | jesień 1941          | marzec 1942              | zamordowani w okolicy | 300                     |
| Narajów                    | Generalgouvernement, Distrikt Galizien     | 1941                 | grudzień 1942            | obóz zagłady w Bełżcu, getto w Brzeżanach                                                                                       | 1400                    |
| Narew                      | Bezirk Bialystok                           | wrzesień 1941        | 2 listopada 1942         | getto w Bielsku Podlaskim | 600                     |
| Narodycze                  | Generalkommissariat Shitomir               | wrzesień 1941        | listopad 1941            | zamordowani na miejscu | 1200                    |
| Niebylec                   | Generalgouvernement; Distrikt Krakau       | 17 grudnia 1941      | 25 lipca 1942            | getto w Rzeszowie | 500                     |
| Niemirów                   | Generalkommissariat Shitomir               | sierpień 1941        | 26 czerwca 1942          | zamordowani na miejscu | 5000                    |
| Nieśwież                   | Generalkommissariat Weissruthenien         | 1 listopada 1941     | 21 lipca 1942            | zamordowani w getcie | 600                     |
| Nowa Mysz                  | Generalkommissariat Weissruthenien         | lipiec 1941          | czerwiec 1942            | zamordowani na miejscu | 800                     |
| Nowa Odessa                | Generalkommissariat Nikolajew              | wrzesień 1941        | listopad 1941            | zamordowani w okolicy miasta | 250                     |
| Nowa Praha                 | Generalkommissariat Nikolajew              | koniec 1941          | 9 czerwca 1942           | zamordowani na miejscu, obóz pracy                                                                                              | 200                     |
| Nowa Przyłuka              | Generalkommissariat Shitomir               | wrzesień 1941        | listopad 1941            | zamordowani w Starej Przyłuce                                                                                                   | 500                     |
| Nowa Uszyca                | Generalkommissariat Wolhynien und Podolien | wrzesień 1941        | 16 października 1942     | zamordowani na miejscu | 3000                    |
| Nowe Miasto                | Regierungsbezirk Zichenau                  | 1 listopada 1941     | 18 listopada 1942        | getto w Płońsku, następnie obóz koncentracyjny Auschwitz 30.10.1942                                                             | 2700                    |
| Nowe Miasto                | Generalkommissariat Litauen                | czerwiec 1941        | 25 września 1941         | zamordowani w Szodewiczach | 1000                    |
| Nowe Miasto n. Pilicą      | Generalgouvernement, Distrikt Radom        | styczeń 1941         | 22 października 1942     | obóz zagłady Treblinka II | 3700                    |
| Nowiny Brdowskie           | Reichsgau Wartheland                       | 1 września 1940      | 1 stycznia 1942          | obóz zagłady w Chełmie nad Nerem                                                                                                | 800                     |
| Nowe Święciany             | Generalkommissariat Litauen                | lipiec 1941          | 4 kwietnia 1943          | zamordowani na miejscowym poligonie                                                                                             | 4500                    |
| Nowogródek                 | Generalkommissariat Weissruthenien         | 7 grudnia 1941       | 7 sierpnia 1942          | zamordowani w okolicznych lasach                                                                                                | 12000                   |
| Nowomoskowsk               | Generalkommissariat Dnjepropetrowsk        | grudzień 1941        | 2 marca 1942             | zamordowani w okolicy miasta | 700                     |
| Nowowitebsk                | Generalkommissariat Dnjepropetrowsk        | wrzesień 1941        | maj 1942                 | zamordowani na miejscu |                         |
| Nowy Dwór Mazowiecki       | Regierungsbezirk Zichenau                  | 17 czerwca 1941      | 12 grudnia 1942          | obóz koncentracyjny Auschwitz                                                                                                   |                         |
| Nowy Korczyn               | Generalgouvernement, Distrikt Radom        | lato 1942            | październik 1942         | obóz zagłady Treblinka II, | 4200                    |
| Nowy Sącz                  | Generalgouvernement; Distrikt Krakau       | czerwiec 1941        | sierpień 1942            | obóz zagłady w Bełżcu | 20000                   |
| Nowy Targ                  | Generalgouvernement; Distrikt Krakau       | maj 1941             | 30 lipca 1942            | obóz zagłady w Bełżcu | 2500                    |
| Nowozłotopol               | Generalkommissariat Dnjepropetrowsk        | 20 grudnia 1941      | luty 1942                | zamordowani w okolicy miejscowości                                                                                              | 800                     |
| Nurzec                     | Bezirk Bialystok                           | sierpień 1942        | listopad 1942            | getto w Kleszczelach | 200                     |
| Obchuga                    | Heeresgebiet Mitte                         | jesień 1941          | 5 maja 1942              | zamordowani w okolicy | 500                     |
| Obol                       | Heeresgebiet Mitte                         | jesień 1941          | 2 lipca 1942             | zamordowani w okolicy | 50                      |
| Obolce                     | Heeresgebiet Mitte                         | 14 sierpnia 1941     | 4 czerwca 1942           | zamordowani na miejscu | 150                     |
| Ochtyrka                   | Heeresgebiet Süd                           | listopad 1941        | luty 1942                | zamordowani na miejscu | 50                      |
| Odrzywół                   | Generalgouvernement, Distrikt Radom        | 1941                 | 22 października 1942     | obóz zagłady Treblinka II | 750                     |
| Okmiany                    | Generalkommissariat Litauen                | lipiec 1941          | 9 sierpnia 1941          | zamordowani na miejscu | 100                     |
| Okuniew                    | Generalgouvernement, Distrikt Warschau     | 1941                 | 25 marca 1942            | getto w Warszawie | 500                     |
| Olewsk                     | Generalkommissariat Shitomir               | październik 1941     | 19 listopada 1941        | zamordowani w Wawarówce | 600                     |
| Olkusz                     | Provinz Oberschlesien                      | 1940                 | 13 czerwca 1942          | Auschwitz II – Birkenau | 3000                    |
| Olita                      | Generalkommissariat Litauen                | koniec lipca 1941    | 9 września 1941          | zamordowani w Lesie Vidzgiris                                                                                                   | 1500                    |
| Olsiady                    | Generalkommissariat Litauen                | 5 lipca 1941         | 24 lipca 1941            | getto w Telszach | 200                     |
| Olszana                    | Generalkommissariat Kiew                   | grudzień 1941        | 2 maja 1942              | getto w Zwinogródce | 150                     |
| Ołpiny                     | Generalgouvernement; Distrikt Krakau       | 1941                 | lato 1942                | getto w Bieczu | 300                     |
| Ołyka                      | Generalkommissariat Wolhynien und Podolien | marzec 1942          | 27 sierpnia 1942         | zamordowani w okolicach miasta                                                                                                  | 3500                    |
| Onikszty                   | Generalkommissariat Litauen                | połowa lipca 1941    | 29 sierpnia 1941         | zamordowani na miejscu | 1500                    |
| Opalin                     | Generalkommissariat Wolhynien und Podolien | 6 grudnia 1941       | 2 października 1942      | zamordowani na miejscu | 700                     |
| Opatowiec                  | Generalgouvernement; Distrikt Krakau       | jesień 1939          | 20 listopada 1943        | zamordowani na miejscu | 300                     |
| Opatów                     | Generalgouvernement, Distrikt Radom        | 6 kwietnia 1941      | 21 października 1942     | obóz zagłady Treblinka II | 7000                    |
| Opoczno                    | Generalgouvernement, Distrikt Radom        | listopad 1940        | styczeń 1943             | obóz zagłady Treblinka II, obóz pracy w Skarżysku, część zamordowana na miejscu                                                 | 4000                    |
| Opole Lubelskie            | Generalgouvernement; Distrikt Lublin       | marzec 1941          | 24 października 1942     | obozy zagłady w Bełżcu i Sobiborze, getto w Poniatowej                                                                          | 10000                   |
| Opsa                       | Generalkommissariat Weissruthenien         | lipiec 1941          | koniec 1942              | getto w Brasławiu | 500                     |
| Oratów                     | Generalkommissariat Shitomir               | zima 1941            | 15 października 1942     | zamordowani na miejscu | 100                     |
| Orinin                     | Generalkommissariat Wolhynien und Podolien | lato 1941            | lato 1942                | zamordowani na miejscu | 1400                    |
| Orla                       | Bezirk Bialystok                           | marzec 1942          | styczeń 1943             | getto w Białymstoku, obóz zagłady w Treblince                                                                                   | 2000                    |
| Orsza                      | Heeresgebiet Mitte                         | wrzesień 1941        | 27 listopada 1941        | zamordowani na cmentarzu żydowskim                                                                                              | 2000                    |
| Osiek                      | Generalgouvernement, Distrikt Radom        | lipiec 1941          | 25 października 1942     | obóz zagłady Treblinka II, część zamordowana na miejscu                                                                         | 2500                    |
| Osięciny                   | Regierungsbezirk Zichenau                  | wiosna 1940          | 15 kwietnia 1942         | obóz zagłady w Chełmnie nad Nerem                                                                                               | 500                     |
| Osipowicze                 | Heeresgebiet Mitte                         | sierpień 1941        | 5 lutego 1942            | zamordowani na cmentarzu żydowskim                                                                                              | 1300                    |
| Osjaków                    | Reichsgau Wartheland                       | 1940                 | sierpień 1942            | obóz zagłady w Chełmnie nad Nerem                                                                                               | 1000                    |
| Osowa Wyszka               | Generalkommissariat Wolhynien und Podolien | lato 1941            | październik 1942         | getto w Kostopolu | 500                     |
| Ostropol                   | Generalkommissariat Wolhynien und Podolien | koniec 1941          | 20 maja 1942             | getto w Starokonstantynowie | 650                     |
| Ostrowiec                  | Generalkommissariat Litauen                | lipiec 1941          | 9 października 1942      | zamordowani w Murawicy | 1700                    |
| Ostrowiec Świętokrzyski    | Generalgouvernement, Distrikt Radom        | kwiecień 1941        | marzec 1943              | obóz zagłady Treblinka II, część zamordowana na miejscu                                                                         | 16000                   |
| Ostrowno                   | Heeresgebiet Mitte                         | sierpień 1941        | 30 września 1941         | zamordowani w getcie | 300                     |
| Ostrożec                   | Generalkommissariat Wolhynien und Podolien | kwiecień 1942        | 9 października 1942      | zamordowani w Murawicy | 1700                    |
| Ostróg                     | Generalkommissariat Wolhynien und Podolien | wiosna 1942          | 12 października 1942     | zamordowani w pobliskim lesie                                                                                                   | 3000                    |
| Ostrów Lubelski            | Generalgouvernement; Distrikt Lublin       | 1941                 | 7 października 1942      | obozy zagłady w Bełżcu i Sobiborze                                                                                              | 3000                    |
| Ostryna                    | Bezirk Bialystok                           | grudzień 1941        | 1 listopada 1942         | obóz w Kiełbasinie | 2000                    |
| Oszmiana                   | Generalkommissariat Litauen                | październik 1941     | 12 kwietnia 1943         | getto w Wilnie, getto w Kownie, obóz pracy w Wilejce                                                                            | 4000                    |
| Oświeja                    | Heeresgebiet Mitte                         | sierpień 1941        | marzec 1942              | zamordowani w parku miejskim | 700                     |
| Otwock                     | Distrikt Warschau                          | 26 września 1940     | 19 sierpnia 1942         | obóz zagłady Treblinka II | 7000                    |
| Ozarycze                   | Heeresgebiet Mitte                         | październik 1941     | 3 marca 1942             | | 1000                    |
| Ozorków                    | Reichsgau Wartheland                       | wrzesień 1941        | 21 sierpnia 1942         | Obóz Zagłady Kulmhof w Chełmnie nad Nerem, getto w Łodzi                                                                        | 5000                    |
| Ożarów                     | Generalgouvernement, Distrikt Radom        | 1 stycznia 1942      | październik 1942         | obóz zagłady Treblinka II | 4500                    |
| Pabianice                  | Reichsgau Wartheland                       | 21 lutego 1940       | 18 maja 1942             | Obozu Zagłady Kulmhof w Chełmnie nad Nerem, getto w Łodzi                                                                       | 8000                    |
| Pacanów                    | Generalgouvernement, Distrikt Radom        | kwiecień 1942        | październik 1942         | obóz zagłady Treblinka II | 3000                    |
| Pajęczno                   | Reichsgau Wartheland                       | 21 listopada 1940    | 22 sierpnia 1942         | Obóz Zagłady Kulmhof w Chełmnie nad Nerem, getto w Łodzi                                                                        | 30000                   |
| Paradyż                    | Generalgouvernement, Distrikt Radom        | styczeń 1942         | 12 października 1942     | getto w Opocznie | 300                     |
| Parafianowo                | Generalkommissariat Weissruthenien         | październik 1941     | 31 maja 1942             | rozstrzelani poza miastem | 600                     |
| Parczew                    | Generalgouvernement; Distrikt Lublin       |                      | 19 sierpnia 1942         | obóz zagłady Treblinka II, getto w Międzyrzecu Podlaskim                                                                        | 8000                    |
| Parycze                    | Heeresgebiet Mitte                         | wrzesień 1941        | 18 października 1941     | zamordowani w okolicy miasta | 1500                    |
| Parysów                    | Generalgouvernement, Distrikt Warschau     | listopad 1940        | 27 września 1942         | obóz zagłady Treblinka II | 3500                    |
| Pawłohrad                  | Generalkommissariat Dnjepropetrowsk        | wiosna 1942          | czerwiec 1942            | zamordowani na terenie obozu 359                                                                                                | 2500                    |
| Pawłowicze                 | Generalkommissariat Shitomir               | lato 1941            | 25 grudnia 1941          | zamordowani na polskim cmentarzu                                                                                                | ?                       |
| Petryków                   | Generalkommissariat Shitomir               | wrzesień 1941        | 30 kwietnia 1942         | zamordowani poza miastem nad rzeką                                                                                              | 1000                    |
| Piaseczno                  | Generalgouvernement, Distrikt Warschau     | jesień 1940          | luty 1941                | getto w Warszawie | 3500                    |
| Piaski                     | Bezirk Bialystok                           | 1941                 | 3 listopada 1942         | obóz tranzytowy w Wołkowysku | 2000                    |
| Piaski Luterskie           | Generalgouvernement; Distrikt Lublin       | grudzień 1940        | listopad 1942            | obozy zagłady w Bełżcu i Sobiborze                                                                                              | 11000                   |
| Piatka                     | Generalkommissariat Shitomir               | lato 1941            | 24 października 1941     | zamordowani poza miastem | 300                     |
| Piatyhory                  | Generalkommissariat Kiew                   | październik 1941     | 16 listopada 1942        | zamordowani na miejscu, obóz w Bukach                                                                                           | 400                     |
| Piątek                     | Reichsgau Wartheland                       | kwiecień 1940        | 13 maja 1942             | Obóz Zagłady Kulmhof w Chełmnie nad Nerem, getto w Łodzi                                                                        | 1500                    |
| Piątnica                   | Bezirk Bialystok                           | lipiec 1941          | sierpień 1941            | getto w Łomży | 50                      |
| Pierwomajsk                | Generalkommissariat Nikolajew              | sierpień 1941        | koniec 1943              | zamordowani na miejscu | 6000                    |
| Pików                      | Generalkommissariat Shitomir               | wrzesień 1941        | 11 czerwca 1942          | zamordowani na miejscu | 1600                    |
| Pilica                     | Generalgouvernement; Distrikt Krakau       | 1941                 | listopad 1942            | getto w Wolbromiu, zamordowani na miejscu                                                                                       | 2000                    |
| Pilzno                     | Generalgouvernement; Distrikt Krakau       | lato 1942            | początek 1943            | obóz koncentracyjny Auschwitz                                                                                                   | pk. 1300                |
| Pińczów                    | Generalgouvernement, Distrikt Radom        | listopad 1940        | październik 1942         | obóz zagłady Treblinka II, obozy pracy w Ostrowcu i Częstochowie                                                                | 3000                    |
| Pińsk                      | Generalkommissariat Wolhynien und Podolien | 1 maja 1942          | 1 listopada 1942         | zamordowani na miejscu | 27000                   |
| Pionki                     | Generalgouvernement, Distrikt Radom        | wiosna 1941          | 20 sierpnia 1942         | getto w Zwoleniu | 800                     |
| Piotrków Kujawski          | Reichsgau Wartheland                       | 1940                 | kwiecień 1942            | Obóz Zagłady Kulmhof w Chełmnie nad Nerem, getto w Łodzi                                                                        | 1000                    |
| Piotrków Trybunalski       | Generalgouvernement, Distrikt Radom        | 8 października 1939  | 21 października 1942     | obóz zagłady Treblinka II | 25000                   |
| Piszczac                   | Generalgouvernement; Distrikt Lublin       | lato 1941            | październik 1942         | obóz zagłady w Sobiborze | 1500                    |
| Pleszczenice               | Generalkommissariat Weissruthenien         | lipiec 1941          | listopad 1941            | zamordowani na miejscu | 1000                    |
| Plissa                     | Generalkommissariat Weissruthenien         | lipiec 1941          | 2 czerwca 1942           | zamordowani na miejscu | 600                     |
| Plisków                    | Generalkommissariat Shitomir               | lato 1941            | 23 maja 1942             | zamordowani w okolicznych lasach                                                                                                | 800                     |
| Płock                      | Regierungsbezirk Zichenau                  | 1 września 1940      | 1 marca 1941             | getto w Działdowie | 10 000                  |
| Płońsk                     | Regierungsbezirk Zichenau                  | wrzesień 1940        | 15 grudnia 1942          | obóz koncentracyjny Auschwitz                                                                                                   | 12 000                  |
| Płoskirów                  | Generalkommissariat Wolhynien und Podolien | sierpień 1941        | 1 grudnia 1942           | zamordowani k. wsi Nikołajew | 16000                   |
| Płungiany                  | Generalkommissariat Litauen                | 26 czerwca 1941      | 15 lipca 1941            | zamordowani koło m. Kausenai | 1700                    |
| Poczajów                   | Generalkommissariat Wolhynien und Podolien | styczeń 1942         | 12 sierpnia 1942         | zamordowani na miejscu | 1000                    |
| Podbrodzie                 | Generalkommissariat Litauen                | 1 września 1941      | 25 września 1941         | obóz na poligonie k. Nowych Święcian                                                                                            | 1500                    |
| Poddębice                  | Reichsgau Wartheland                       | 1940                 | kwiecień 1942            | Obóz Zagłady Kulmhof w Chełmnie nad Nerem                                                                                       | 1500                    |
| Podhajce                   | Generalgouvernement, Distrikt Galizien     | wrzesień 1942        | czerwiec 1943            | obóz zagłady w Bełżcu, zamordowani na miejscu                                                                                   | 5000                    |
| Podwołczyska               |                                            |                      |                          | |                         |
| Pohost 1                   | Generalkommissariat Weissruthenien         | lipiec 1941          | wrzesień 1941            | zamordowani na miejscu | 600                     |
| Pohost Zahorodzki          | Generalkommissariat Weissruthenien         | listopad 1941        | sierpień 1942            | zamordowani na miejscu | 300                     |
| Pohost Zarzeczny           | Generalkommissariat Wolhynien und Podolien | lato 1941            | wrzesień 1942            | zamordowani poza miastem | 400                     |
| Pohrebyszcze               | Generalkommissariat Shitomir               | listopad 1941        | czerwiec 1942            | zamordowani poza miastem | 200                     |
| Pojurze                    | Generalkommissariat Litauen                | lipiec 1941          | wrzesień 1941            | obóz koncentracyjny Auschwitz, zamordowani w lesie Tubines                                                                      | 800                     |
| Pokroje                    | Generalkommissariat Litauen                | 10 lipca 1941        | 4 sierpnia 1941          | zamordowani w lesie Morkakalnis                                                                                                 | 400                     |
| Połaniec                   | Generalgouvernement, Distrikt Radom        | 1 czerwca 1942       | 18 października 1942     | getto w Staszowie | 2200                    |
| Połąga                     | Generalkommissariat Litauen                | lipiec 1941          | wrzesień 1941            | zamordowani w lesie Kunigiškiai                                                                                                 | 300                     |
| Połock                     | Heeresgebiet Mitte                         | lipiec 1941          | 3 lutego 1942            | zamordowani w Łozówce, i w obozie Borowucha II                                                                                  | 10000                   |
| Połonka                    | Generalkommissariat Weissruthenien         | jesień 1941          | 12 sierpnia 1942         | zamordowani na miejscu | 300                     |
| Połonne                    | Generalkommissariat Wolhynien und Podolien | 2 września 1941      | 25 czerwca 1942          | zamordowani na miejscu | 2000                    |
| Poniewież                  | Generalkommissariat Litauen                | lipiec 1941          | 26 sierpnia 1941         | zamordowani w okolicach Pajuostis                                                                                               | 8000                    |
| Pompiany                   | Generalkommissariat Litauen                | 15 lipca 1941        | 26 sierpnia 1941         | zamordowani w lesie Pasvalys | 600                     |
| Propojsk                   | Heeresgebiet Mitte                         | sierpień 1941        | 28 listopada 1941        | zamordowani w okolicy | 1000                    |
| Proszowice                 | Generalgouvernement; Distrikt Krakau       | 1941                 | grudzień 1942            | obóz zagłady w Bełżcu | 3000                    |
| Porozów                    | Bezirk Bialystok                           | sierpień 1942        | 2 listopada 1942         | obóz tranzytowy w Wołkowysku | 600                     |
| Poryck                     | Generalkommissariat Wolhynien und Podolien | zima 1941            | 5 września 1942          | zamordowani w okolicy miasta | 2000                    |
| Porzecze                   | Bezirk Bialystok                           | 24 września 1941     | 2 listopada 1942         | obóz w Kiełbasinie | 300                     |
| Postawy                    | Generalkommissariat Weissruthenien         | sierpień 1941        | 25 listopada 1942        | zamordowani na miejscu | 5000                    |
| Poswol                     | Generalkommissariat Litauen                | lipiec 1941          | 26 sierpnia 1941         | zamordowani w lesie Žadeikiai                                                                                                   | 1500                    |
| Poszwityń                  | Generalkommissariat Litauen                | lipiec 1941          | sierpień 1941            | getto w Żagorach | 250                     |
| Powórsk                    | Generalkommissariat Wolhynien und Podolien | wrzesień 1941        | 4 września 1942          | zamordowani k. Mielnicy | 200                     |
| Praszka                    | Reichsgau Wartheland                       | 14 lutego 1941       | 12 sierpnia 1942         | getto w Wieluniu | 1000                    |
| Preiļi                     | Generalkommissariat Lettland               | lipiec 1941          | 11 sierpnia 1941         | | 800                     |
| Preny                      | Generalkommissariat Litauen                | 14 sierpnia 1941     | 25 sierpnia 1941         | zamordowani na miejscu | 1200                    |
| Pruchnik                   | Generalgouvernement; Distrikt Krakau       | grudzień 1940        | 3 sierpnia 1942          | getto w Birczy | 600                     |
| Pruszków                   | Generalgouvernement, Distrikt Warschau     | 1940                 | kwiecień 1942            | getto w Warszawie | 1600                    |
| Prużana                    | Bezirk Bialystok                           | sierpień 1941        | styczeń 1943             | obóz koncentracyjny Auschwitz                                                                                                   | 18000                   |
| Pryłuki                    | Generalkommissariat Tschernigow            | 1 stycznia 1942      | 20 maja 1942             | zamordowani w okolicy miasta | 2000                    |
| Przedbórz                  | Generalgouvernement, Distrikt Radom        | wiosna 1940          | 9 października 1942      | getto w Radomsku | 3000                    |
| Przedecz                   | Reichsgau Wartheland                       | 1940                 | 24 kwietnia 1942         | obóz pracy w Inowrocławiu, Obóz Zagłady Kulmhof w Chełmnie nad Nerem                                                            | 800                     |
| Przemyśl                   | Generalgouvernement; Distrikt Krakau       | lipiec 1942          | wrzesień 1943            | obóz zagłady w Bełżcu | 22000                   |
| Przemyślany                | Generalgouvernement, Distrikt Galizien     | koniec 1941          | 22 maja 1943             | zamordowani na miejscu, obóz zagłady w Bełżcu                                                                                   | 3000                    |
| Przeworsk                  | Generalgouvernement; Distrikt Krakau       | październik 1939     | październik 1942         | obóz zagłady w Bełżcu | 2000                    |
| Przygłów                   | Generalgouvernement, Distrikt Radom        | ?                    | 20 października 1942     | obóz zagłady Treblinka II | 2200                    |
| Przysucha                  | Generalgouvernement, Distrikt Radom        | 1940                 | 31 października 1942     | obóz zagłady Treblinka II | 5000                    |
| Puchowicze                 | Heeresgebiet Mitte                         | sierpień 1941        | 28 września 1941         | zamordowani w okolicy | 1000                    |
| Puławy                     | Generalgouvernement; Distrikt Lublin       | październik 1939     | listopad 1943            | getto w Opolu Lubelskim, obóz na Majdanku, obóz zagłady w Sobiborze                                                             | 6000                    |
| Pułtusk                    | Regierungsbezirk Zichenau                  | 1943                 | 1943                     | obóz Auschwitz II – Birkenau |                         |
| Pustelnik                  | Generalgouvernement, Distrikt Warschau     | grudzień 1940        | 26 marca 1942            | getto w Warszawie | 850                     |
| Pyriatyn                   | Generalkommissariat Kiew                   | wrzesień 1941        | 18 maja 1942             | zamordowani w okolicy miasta | 1600                    |
| Rabka                      | Generalgouvernement; Distrikt Krakau       | 1940                 | sierpień 1942            | getto w Nowym Targu, obóz zagłady w Bełżcu                                                                                      |                         |
| Radom                      | Generalgouvernement, Distrikt Radom        | 1941                 | 1944                     | obóz zagłady Treblinka II, zamordowani w Firleju, obóz Auschwitz II – Birkenau, Ravensbrück                                     | 33000                   |
| Radomsko                   | Generalgouvernement, Distrikt Radom        | grudzień 1940        | 12 października 1942     | obóz zagłady Treblinka II | 9000                    |
| Radomyśl                   | Generalkommissariat Shitomir               | sierpień 1941        | 6 września 1941          | | 2000                    |
| Radomyśl Wielki            | Generalgouvernement; Distrikt Krakau       | początek lipca 1942  | koniec lipca 1942        | obóz zagłady w Bełżcu | 1000                    |
| Radoszkowice               | Generalkommissariat Weissruthenien         | 10 marca 1942        | 7 marca 1943             | zamordowani w getcie | 400                     |
| Radoszyce                  | Generalgouvernement, Distrikt Radom        | 5 kwietnia 1941      | listopad 1942            | obóz zagłady Treblinka II | 4000                    |
| Raduń                      | Generalkommissariat Weissruthenien         | październik 1941     | 8 czerwca 1942           | zamordowani na miejscu (około 300 uciekło)                                                                                      | 1700                    |
| Radziechów                 | Generalgouvernement, Distrikt Galizien     | początek 1942        | jesień 1942              | getto w Sokalu, obóz zagłady w Bełżcu                                                                                           | 3000                    |
| Radziejów                  | Reichsgau Wartheland                       | lato 1940            | grudzień 1941            | Obóz Zagłady Kulmhof w Chełmnie nad Nerem                                                                                       | 700                     |
| Radziłów                   | Bezirk Bialystok                           | 10 lipca 1941        | 2 listopada 1942         | getto w Boguszach | 20                      |
| Radziwiłłów                | Generalkommissariat Wolhynien und Podolien | 9 kwietnia 1942      | 6 października 1942      | zamordowani w okolicy miasta | 2600                    |
| Radziwiliszki              | Generalkommissariat Litauen                | 8 lipca 1941         | 29 sierpnia 1941         | getto w Żagorach, zamordowani na miejscu                                                                                        | 1000                    |
| Radzymin                   | Generalgouvernement, Distrikt Warschau     | koniec 1940          | lipiec 1942              | getto w Warszawie | 3000                    |
| Radzyń Podlaski            | Generalgouvernement; Distrikt Lublin       | lato 1940            | 22 października 1942     | obóz zagłady w Treblince | 2000                    |
| Rafałówka                  | Generalkommissariat Wolhynien und Podolien | 1 maja 1942          | 29 sierpnia 1942         | zamordowani obok wsi Suchowola                                                                                                  | 2300                    |
| Rajgród                    | Bezirk Bialystok                           | lipiec 1941          | 2 listopada 1942         | getto w Boguszach | 1200                    |
| Raków                      | Generalgouvernement, Distrikt Radom        | 1940                 | 20 grudnia 1942          | getto w Chmielniku, obóz zagłady Treblinka II                                                                                   | 1700                    |
| Raków                      | Generalkommissariat Weissruthenien         | październik 1941     | 4 lutego 1942            | zamordowani w miejscowej synagodze                                                                                              | 2000                    |
| Rasasna                    | Heeresgebiet Mitte                         | sierpień 1941        | marzec 1942              | getto w Liadzie, zamordowani na miejscu                                                                                         | 200                     |
| Ratno                      | Generalkommissariat Wolhynien und Podolien | wiosna 1942          | sierpień 1942            | zamordowani w lesie Prochód | 2500                    |
| Rawa Mazowiecka            | Generalgouvernement, Distrikt Radom        | styczeń 1941         | 27 października 1942     | getto w Tomaszowie Mazowieckim                                                                                                  | 4000                    |
| Rawa Ruska                 | Generalgouvernement, Distrikt Galizien     | wiosna 1942          | 11 grudnia 1942          | obóz zagłady w Bełżcu, obozy pracy, zamordowani na miejscu                                                                      | 10000                   |
| Rejowiec                   | Generalgouvernement; Distrikt Lublin       | kwiecień 1940        | sierpień 1942            | obóz zagłady w Sobiborze | 8000                    |
| Rembertów                  | Generalgouvernement, Distrikt Warschau     | koniec 1940          | 20 sierpnia 1942         | obóz zagłady Treblinka II | 800                     |
| Retów                      | Generalkommissariat Litauen                | 27 czerwca 1941      | 10 lipca 1941            | obóz w Viešvėnai | 800                     |
| Rohaczów                   | Generalkommissariat Shitomir               | lipiec 1941          | 1 października 1941      | zamordowani na terenie getta | 500                     |
| Rohaczów                   | Heeresgebiet Mitte                         | wrzesień 1941        | listopad 1941            | zamordowani nad Drucią | 4700                    |
| Rohatyn                    | Generalgouvernement, Distrikt Galizien     | sierpień 1941        | 8 czerwca 1943           | obóz zagłady w Bełżcu, getto w Stanisławowie, zamordowani na miejscu                                                            | 5000                    |
| Rokitno                    | Generalkommissariat Wolhynien und Podolien | 15 kwietnia 1942     | 26 sierpnia 1942         | getto w Sarnach, zamordowani na miejscu                                                                                         | 1800                    |
| Rakiszki                   | Generalkommissariat Litauen                | lipiec 1941          | 25 sierpnia 1941         | zamordowani na miejscu | 2000                    |
| Riasno                     | Heeresgebiet Mitte                         | wrzesień 1941        | 18 marca 1942            | zamordowani na miejscu | 500                     |
| Romanów                    | Generalkommissariat Shitomir               | lipiec 1941          | 23 października 1941     | zamordowani na miejscu | 2000                    |
| Ropczyce                   | Generalgouvernement; Distrikt Krakau       | czerwiec 1942        | 23 lipca 1942            | getto w Sędziszowie Małopolskim, obóz zagłady w Bełżcu                                                                          | 1000                    |
| Rosienie                   | Generalkommissariat Litauen                | 30 czerwca 1941      | 27 sierpnia 1941         | wywiezieni do Biliunu Dvaras | 2000                    |
| Rossony                    | Heeresgebiet Mitte                         | wrzesień 1941        | styczeń 1942             | zamordowani w okolicy miasta | 500                     |
| Rossosz                    | Generalgouvernement; Distrikt Lublin       | październik 1941     | 29 września 1942         | getto w Łomazach, getto w Międzyrzeczu Podlaskim                                                                                | 500                     |
| Rożyszcze                  | Generalkommissariat Wolhynien und Podolien | luty 1942            | 23 sierpnia 1942         | zamordowani k. wsi Kopaczewka                                                                                                   |                         |
| Równe                      | Generalkommissariat Wolhynien und Podolien | październik 1941     | lipiec 1942              | zamordowani w Sosenkach i pod Kostopolem                                                                                        | 15000                   |
| Różana                     | Bezirk Bialystok                           | 1 października 1941  | 2 listopada 1942         | obóz tranzytowy w Wołkowysku | 3500                    |
| Różyn                      | Generalkommissariat Shitomir               | wrzesień 1941        | 1 marca 1943             | zamordowani na miejscu | 1000                    |
| Rubieżewicze               | Generalkommissariat Weissruthenien         | 1 grudnia 1941       | 8 czerwca 1942           | getto w Iwieńcu, zamordowani na miejscu                                                                                         | 1700                    |
| Rudki                      | Generalgouvernement, Distrikt Galizien     | 1 grudnia 1942       | 9 kwietnia 1943          | obóz zagłady w Bełżcu, obóz janowski, zamordowani na miejscu                                                                    | 2500                    |
| Rudzieńsk                  | Generalkommissariat Weissruthenien         | wrzesień 1941        | październik 1941         | zamordowani na miejscu | 300                     |
| Rumszyszki                 | Generalkommissariat Litauen                | 15 sierpnia 1941     | 29 sierpnia 1941         | zamordowani w lesie Rumszyszki i w Pravieniškės                                                                                 | 200                     |
| Ryczywół                   | Generalgouvernement, Distrikt Radom        | grudzień 1941        | 4 sierpnia 1942          | obóz zagłady w Sobiborze, getto w Kozienicach                                                                                   | 250                     |
| Ryga                       | Generalkommissariat Lettland               | sierpień 1941        | 21 czerwca 1943          | obóz koncentracyjny Kaiserwald, obóz Auschwitz II – Birkenau, zamordowani na miejscu                                            | 40000                   |
| Ryki                       | Generalgouvernement; Distrikt Lublin       | marzec 1941          | 7 maja 1942              | obóz zagłady w Sobiborze | 2500                    |
| Rymanów                    | Generalgouvernement; Distrikt Krakau       | 1941                 | lipiec1942               | obóz w Płaszowie, obóz zagłady w Bełżcu, zamordowani w lesie w okolicach Tylawy                                                 | 1000                    |
| Rzeczyca                   | Generalkommissariat Shitomir               | listopad 1941        | grudzień 1941            | zamordowani na terenie getta | 3000                    |
| Rzepiennik Strzyżewski     | Generalgouvernement; Distrikt Krakau       | koniec 1941          | 11 sierpnia 1942         | getto w Gorlicach | 400                     |
| Rzeżyca                    | Generalkommissariat Lettland               | lipiec 1941          | 24 września 1941         | zamordowani na wzgórzach Ancupjni                                                                                               | 3000                    |
| Rzeszów                    | Generalgouvernement; Distrikt Krakau       | styczeń 1942         | sierpień 1942            | zamordowani w lesie w Rudnej pod Głogowem, obóz zagłady w Bełżcu                                                                | 25000                   |
| Rzgów                      | Reichsgau Wartheland                       | wiosna 1940          | 3 października 1941      | getto w Zagórowie | 1000                    |
| Saldus                     | Generalkommissariat Lettland               | lipiec 1941          | sierpień 1941            | zamordowani w lesie Uples | 300                     |
| Saloniki                   | Besatzungszone Saloniki-Ägäis              | 25 lutego 1943       | 10 sierpnia 1943         | obóz koncentracyjny Auschwitz II – Birkenau, obóz zagłady w Sobiborze                                                           | 60000                   |
| Sambor                     | Generalgouvernement, Distrikt Galizien     | marzec 1942          | 10 czerwca 1943          | zamordowani na miejscu, obóz zagłady w Bełżcu                                                                                   | 14000                   |
| Samhorodok                 | Generalkommissariat Shitomir               | maj 1942             | 4 lipca 1942             | zamordowani w okolicy miasta | 700                     |
| Sandomierz                 | Generalgouvernement, Distrikt Radom        | czerwiec 1942        | październik 1942         | obóz zagłady w Bełżcu | 5200                    |
| Sanniki                    | Reichsgau Wartheland                       | wrzesień 1940        | 3 lipca 1942             | Obóz Zagłady Kulmhof w Chełmnie nad Nerem                                                                                       | 400                     |
| Sanok                      | Generalgouvernement; Distrikt Krakau       | 1941                 | luty 1943                | obóz pracy w Zasławiu, obóz zagłady w Bełżcu                                                                                    | 10000                   |
| Sapieżyszki                | Generalkommissariat Litauen                | 7 sierpnia 1941      | 4 września 1941          | zamordowani nad Niemnem | 400                     |
| Sarnaki                    | Generalgouvernement, Distrikt Warschau     | jesień 1941          | maj 1942                 | getto w Łosicach, getto w Mordach                                                                                               | 5500                    |
| Sarny                      | Generalkommissariat Wolhynien und Podolien | 2 kwietnia 1942      | 28 sierpnia 1942         | zamordowani w okolicy miasta | 13000                   |
| Semenówka                  | Heeresgebiet Süd                           | listopad 1941        | 30 listopada 1941        | zamordowani na miejscu | 300                     |
| Sereje                     | Generalkommissariat Litauen                | lipiec 1941          | 11 września 1941         | zamordowani w lesie Barauciškes                                                                                                 | 1000                    |
| Serniki                    | Generalkommissariat Wolhynien und Podolien | początek 1942        | 9 września 1942          | zamordowani w lesie k. miejscowości Sołomir                                                                                     | 1000                    |
| Sędziszów                  | Generalgouvernement, Distrikt Radom        | 1940                 | 20 września 1942         | getto w Szczekocinach, getto w Wodzisławiu                                                                                      | 500                     |
| Sędziszów Małopolski       | Generalgouvernement; Distrikt Krakau       | 1941                 | 24 lipca 1942            | zamordowani na miejscu, obóz zagłady w Bełżcu                                                                                   | 1500                    |
| Siady                      | Generalkommissariat Litauen                | lipiec 1941          | 9 sierpnia 1941          | zamordowani na miejscowym cmentarzu                                                                                             | 800                     |
| Sieciechów                 | Generalgouvernement, Distrikt Radom        | grudzień 1941        | wrzesień 1942            | getto w Kozienicach | 150                     |
| Siedlce                    | Generalgouvernement, Distrikt Warschau     | 2 sierpnia 1941      | 25 listopada 1942        | obóz zagłady Treblinka II, getto Gęsi Borek                                                                                     | 13000                   |
| Siemiatycze                | Bezirk Bialystok                           | sierpień 1941        | 10 listopada 1942        | obóz zagłady Treblinka II | 4500                    |
| Siemieliszki               | Generalkommissariat Litauen                | lipiec 1941          | 6 października 1941      | zamordowani na miejscu | 1000                    |
| Sieniawa                   | Generalgouvernement; Distrikt Krakau       | 1941                 | 4 maja 1943              | obozy zagłady, zamordowani na miejscu                                                                                           | 6000                    |
| Sienkiewiczówka            | Generalkommissariat Wolhynien und Podolien | wiosna 1942          | 5 października 1942      | zamordowani na miejscu | 1000                    |
| Siennica                   | Generalgouvernement, Distrikt Warschau     | listopad 1941        | 18 października 1942     | getto w Mrozach | 700                     |
| Sienno                     | Generalgouvernement, Distrikt Radom        | 6 grudnia 1941       | 15 października 1942     | obóz zagłady Treblinka II | 2500                    |
| Sienno                     | Heeresgebiet Mitte                         | wrzesień 1941        | 30 grudnia 1941          | zamordowani na cmentarzu żydowskim                                                                                              | 1000                    |
| Sieradz                    | Reichsgau Wartheland                       | marzec 1940          | 27 sierpnia 1942         | Obóz Zagłady Kulmhof w Chełmnie nad Nerem, getto w Łodzi                                                                        | 3000                    |
| Sierpc                     | Regierungsbezirk Zichenau                  | wiosną 1940          | 6 stycznia 1942          | getto w Strzegowie | 500                     |
| Silene                     | Generalkommissariat Lettland               | koniec lipca 1941    | sierpień 1941            | zamordowani nad jeziorem Smilga                                                                                                 | 300                     |
| Siniawka                   | Generalkommissariat Weissruthenien         | lato 1941            | czerwiec 1942            | zamordowani przy drodze do Pińska                                                                                               | 600                     |
| Sirocino                   | Heeresgebiet Mitte                         | sierpień 1941        | 18 listopada 1941        | zamordowani w okolicy | 200                     |
| Skalbmierz                 | Generalgouvernement; Distrikt Krakau       | wrzesień 1940        | 29 sierpnia 1942         | getto w Skawinie | 1400                    |
| Skałat                     | Generalgouvernement, Distrikt Galizien     | grudzień 1942        | 9 czerwca 1943           | obóz zagłady w Bełżcu, obóz janowski, zamordowani na miejscu                                                                    | 7000                    |
| Skaryszew                  | Generalgouvernement, Distrikt Radom        | 21 grudnia 1941      | sierpień 1942            | getto w Szydłowcu | 1200                    |
| Skarżysko-Kamienna         | Generalgouvernement, Distrikt Radom        | 20 maja 1941         | październik 1942         | część rozstrzelana na miejscu, 500 osób obozu pracy przymusowej HASAG, obóz zagłady Treblinka                                   | 3000                    |
| Skawina                    | Generalgouvernement; Distrikt Krakau       | 1941                 | 30 sierpnia 1942         | zamordowani w lesie Pobory, obóz w Płaszowie, obóz zagłady w Bełżcu                                                             | 1000                    |
| Skidel                     | Bezirk Bialystok                           | lato 1941            | 2 listopada 1942         | obóz w Kiełbasinie | 2500                    |
| Skierniewice               | Generalgouvernement, Distrikt Warschau     | koniec 1940          | kwiecień 1941            | getto w Warszawie | 7000                    |
| Skórkowce                  | Generalgouvernement, Distrikt Radom        | styczeń 1942         | 3 października 1942      | getto w Żarnowcu | 320                     |
| Skrzynno                   | Generalgouvernement, Distrikt Radom        | styczeń 1942         | październik 1942         | getto w Opocznie, getto w Przysusze                                                                                             | 400                     |
| Skwyra                     | Generalkommissariat Kiew                   | sierpień 1941        | 20 września 1941         | zamordowani na cmentarzu żydowskim                                                                                              | 1000                    |
| Sławatycze                 | Generalgouvernement; Distrikt Lublin       | 1940                 | wrzesień 1942            | getto w Łomazach, obóz zagłady w Sobiborze, getto w Międzyrzeczu Podlaskim                                                      | 1500                    |
| Sławków                    | Provinz Oberschlesien                      | 2 poł. 1941          | 10 czerwca 1942          | obóz pracy Blachownia, getto w Strzemieszycach, obóz koncentracyjny Auschwitz                                                   | 1000                    |
| Sławnoje                   | Heeresgebiet Mitte                         | sierpień 1941        | 16 marca 1942            | zamordowani w okolicy | 200                     |
| Sławuta                    | Generalkommissariat Wolhynien und Podolien | marzec 1942          | 25 czerwca 1942          | zamordowani na miejscu | 2500                    |
| Słoboda                    | Heeresgebiet Mitte                         | sierpień 1941        | październik 1942         | zamordowani w pobliskim lesie                                                                                                   | 400                     |
| Słominki                   | Generalgouvernement; Distrikt Krakau       | lipiec 1942          | październik 1942         | obóz zagłady w Bełżcu | 12000                   |
| Słonim                     | Generalkommissariat Weissruthenien         | lipiec 1941          | grudzień 1942            | zamordowani na miejscu | 15000                   |
| Słuck                      | Generalkommissariat Weissruthenien         | październik 1941     | 9 lutego 1943            | zamordowani na miejscu | 10000                   |
| Słupia Nowa                | Generalgouvernement, Distrikt Radom        | 1941                 | wrzesień 1942            | obóz zagłady Treblinka II | 2500                    |
| Służewo                    | Reichsgau Wartheland                       | wiosna 1940          | 16 kwietnia 1942         | Obóz Zagłady Kulmhof w Chełmnie nad Nerem                                                                                       | 100                     |
| Smiła                      | Generalkommissariat Kiew                   | koniec 1941          | luty 1942                | zamordowani na miejscu | 700                     |
| Smolany                    | Heeresgebiet Mitte                         | sierpień 1941        | 5 kwietnia 1942          | zamordowani w lesie Dubińska Dacza                                                                                              | 900                     |
| Smolewicze                 | Generalkommissariat Weissruthenien         | lipiec 1941          | 28 sierpnia 1941         | zamordowani w lesie | 1500                    |
| Smorgonie                  | Generalkommissariat Litauen                | wrzesień 1941        | marzec 1943              | getto w Kownie, zamordowani w Ponarach                                                                                          | 3000                    |
| Smotrycz                   | Generalkommissariat Wolhynien und Podolien | czerwiec 1941        | lato 1942                | getto w Kamieńcu Podolskim | 1000                    |
| Snów                       | Generalkommissariat Weissruthenien         | lato 1941            | 17 września 1942         | zamordowani na miejscu | 700                     |
| Sobienie-Jeziory           | Generalgouvernement, Distrikt Warschau     | 2 października 1940  | 27 września 1942         | obóz zagłady Treblinka II | 6000                    |
| Sobków                     | Generalgouvernement, Distrikt Radom        | 1940                 | sierpień 1942            | getto w Jędrzejowie | 800                     |
| Sobolew                    | Generalgouvernement, Distrikt Warschau     | grudzień 1941        | 10 stycznia 1943         | obóz zagłady Treblinka II | 2000                    |
| Sobolówka                  | Generalkommissariat Shitomir               | wrzesień 1941        | 27 maja 1942             | zamordowani poza miejscowością                                                                                                  | 500                     |
| Sochaczew                  | Generalgouvernement, Distrikt Warschau     | 15 stycznia 1941     | 16 lutego 1941           | getto w Żyrardowie, getto w Warszawie                                                                                           | 2000                    |
| Sokal                      | Generalgouvernement, Distrikt Galizien     | 15 października 1942 | 27 maja 1943             | obóz zagłady w Bełżcu | 7500                    |
| Sokołówka                  | Generalkommissariat Kiew                   | 20 września 1941     | lato 1943                | zamordowani na miejscu | 200                     |
| Sokoły                     | Bezirk Bialystok                           | lipiec 1941          | 2 listopada 1942         | getto w Białymstoku | 2000                    |
| Sokołów Małopolski         | Generalgouvernement; Distrikt Krakau       | 27 kwietnia 1942     | lipiec 1942              | getto w Rzeszowie | 3000                    |
| Sokołów Podlaski           | Generalgouvernement, Distrikt Warschau     | połowa 1940          | 22 września 1942         | zamordowani na miejscu, obóz zagłady Treblinka II                                                                               | 6000                    |
| Sokółka                    | Bezirk Bialystok                           | lato 1941            | styczeń 1943             | obóz w Kiełbasinie | 8000                    |
| Solec nad Wisłą            | Generalgouvernement, Distrikt Radom        | 6 grudnia 1941       | wrzesień 1942            | getto w Tarłowie | 800                     |
| Solipse                    |                                            |                      |                          | |                         |
| Sołoki                     | Generalkommissariat Litauen                | sierpień 1941        | 26 sierpnia 1941         | zamordowani w lesie Pažeimis | 200                     |
| Soły                       | Generalkommissariat Litauen                | lipiec 1941          | 4 kwietnia 1943          | zamordowani w Ponarach |                         |
| Sompolno                   | Reichsgau Wartheland                       | wiosna 1940          | kwiecień 1942            | Obóz Zagłady Kulmhof w Chełmnie nad Nerem, getto w Łodzi                                                                        | 1200                    |
| Sopoćkinie                 | Bezirk Bialystok                           | grudzień 1941        | 1 listopada 1942         | obóz w Kiełbasinie | 600                     |
| Sosnowiec                  | Provinz Oberschlesien                      | grudzień 1939        | 1 sierpnia 1943          | obóz koncentracyjny Auschwitz                                                                                                   | 20000                   |
| Stalino                    | Heeresgebiet Süd                           | listopad 1941        | 30 kwietnia 1942         | zamordowani w kopalni Kalinówka bis                                                                                             | 3000                    |
| Stanisławów                | Generalgouvernement, Distrikt Warschau     | listopad 1941        | 25 września 1942         | obóz zagłady Treblinka II | 600                     |
| Stanisławów                | Generalgouvernement, Distrikt Galizien     | 22 grudnia 1941      | 23 lutego 1943           | obóz janowski, obóz zagłady w Bełżcu, zamordowani na miejscu                                                                    | 40000                   |
| Starachowice               | Generalgouvernement, Distrikt Radom        | luty 1941            | 27 października 1942     | obóz zagłady Treblinka II, obóz koncentracyjny Auschwitz                                                                        | 6500                    |
| Starobin                   | Generalkommissariat Weissruthenien         | lato 1941            | wiosna 1943              | zamordowani w okolicach miasta                                                                                                  | 1500                    |
| Stara Sieniawa             | Generalkommissariat Wolhynien und Podolien | koniec 1941          | 23 czerwca 1942          | getto w Starokonstantynowie | 1000                    |
| Stara Uszyca               | Generalkommissariat Wolhynien und Podolien | 23 czerwca 1941      | lato 1942                | getto w Kamieńcu Podolskim, zamordowani na miejscu                                                                              | 1000                    |
| Stare Dorohi               | Heeresgebiet Mitte                         | sierpień 1941        | luty 1942                | zamordowani w okolicy | 800                     |
| Starokonstantynów          | Generalkommissariat Wolhynien und Podolien | sierpień 1941        | 29 listopada 1942        | zamordowani na miejscu | 12000                   |
| Stary Sącz                 | Generalgouvernement; Distrikt Krakau       | 1941                 | 28 sierpnia 1942         | obóz zagłady w Bełżcu | 1000                    |
| Staszów                    | Generalgouvernement, Distrikt Radom        | 15 czerwca 1942      | 8 listopada 1942         | obóz zagłady Treblinka II | 6000                    |
| Stawiski                   | Bezirk Bialystok                           | 17 sierpnia 1941     | 2 listopada 1942         | getto w Boguszach | 200                     |
| Stepań                     | Generalkommissariat Wolhynien und Podolien | październik 1941     | 22 sierpnia 1942         | zamordowani pod Kostopolem | 1500                    |
| Sterdyń                    | Generalgouvernement, Distrikt Warschau     | 10 czerwca 1940      | 22 września 1942         | obóz zagłady Treblinka II | 1200                    |
| Stoczek                    | Generalgouvernement, Distrikt Warschau     | 1940                 | 25 września 1942         | obóz zagłady Treblinka II | 2000                    |
| Stoczek Łukowski           | Generalgouvernement, Distrikt Warschau     | jesień 1940          | 18 września 1942         | getto w Parysowie | 600                     |
| Stolin                     | Generalkommissariat Wolhynien und Podolien | 23 maja 1942         | 11 września 1942         | zamordowani w getcie i pobliskim lesie                                                                                          | 7000                    |
| Stołowicze                 | Generalkommissariat Weissruthenien         | 1 września 1941      | 20 czerwca 1942          | zamordowani poza miastem | 300                     |
| Stołpce                    | Generalkommissariat Weissruthenien         | lipiec 1941          | 31 stycznia 1943         | zamordowani na miejscu | 3000                    |
| Stopnica                   | Generalgouvernement, Distrikt Radom        | 15 kwietnia 1941     | 6 listopada 1942         | obóz zagłady Treblinka II, obóz pracy w Skarżysku, zamordowani na miejscu                                                       | 5300                    |
| Streszyn                   | Heeresgebiet Mitte                         | wrzesień 1941        | 30 marca 1942            | getto w Żłobinie | 300                     |
| Stromiec                   | Generalgouvernement, Distrikt Radom        | koniec 1941          | październik 1942         | getto w Białobrzegach | 350                     |
| Stryj                      | Generalgouvernement, Distrikt Galizien     | lipiec 1941          | 7 czerwca 1943           | obóz zagłady Bełżec, obóz janowski, zamordowani na miejscu                                                                      | 15000                   |
| Stryków                    | Reichsgau Wartheland                       | lato 1940            | 21 maja 1942             | getto w Brzezinach, Obóz Zagłady Kulmhof w Chełmnie nad Nerem                                                                   | 2000                    |
| Strzegowo                  | Regierungsbezirk Zichenau                  | 1 listopada 1941     | 25 listopada 1942        | obóz zagłady Treblinka, getto w Mławie, obóz zagłady Auschwitz                                                                  | 2000                    |
| Strzemieszyce Wielkie      | Provinz Oberschlesien                      | 1940                 | czerwiec 1943            | obóz zagłady Auschwitz | 1800                    |
| Strzyżawka                 | Generalkommissariat Shitomir               | lato 1941            | 12 stycznia 1942         | zamordowani na miejscu | 250                     |
| Strzyżów                   | Generalgouvernement; Distrikt Krakau       | 17 grudnia 1941      | 28 lipca 1942            | getto w Rzeszowie | 1500                    |
| Subocz                     | Generalkommissariat Litauen                | lipiec 1941          | grudzień 1941            | zamordowani na miejscu | 200                     |
| Sucha Beskidzka            | Provinz Oberschlesien                      | 1940                 | 1942                     | getto w Chrzanowie, obóz zagłady Auschwitz                                                                                      | 100                     |
| Suchedniów                 | Generalgouvernement, Distrikt Radom        | wiosna 1941          | 21 września 1942         | obóz zagłady Treblinka II, obóz pracy w Skarżysku                                                                               | 5000                    |
| Suchowola                  | Bezirk Bialystok                           | lipiec 1941          | 2 listopada 1942         | obóz w Kiełbasinie | 5000                    |
| Sulejów                    | Generalgouvernement, Distrikt Radom        | jesień 1939          | październik 1942         | getto w Piotrkowie Trybunalskim                                                                                                 | 1500                    |
| Szack                      | Generalkommissariat Weissruthenien         | wrzesień 1941        | 17 października 1941     | zamordowani na miejscu | 400                     |
| Szadek                     | Reichsgau Wartheland                       | czerwiec 1940        | 14 sierpnia 1942         | Obóz Zagłady Kulmhof w Chełmnie nad Nerem,                                                                                      | 400                     |
| Szadów                     | Generalkommissariat Litauen                | połowa lipca 1941    | 25 sierpnia 1941         | zamordowani w lesie Liaudiskiai                                                                                                 | 800                     |
| Szaki                      | Generalkommissariat Litauen                | lipiec 1941          | 13 września 1941         | zamordowani na miejscu | 890                     |
| Szarkowszczyzna            | Generalkommissariat Weissruthenien         | październik 1941     | 7 grudnia 1942           | zamordowani w getcie | 2000                    |
| Szawle                     | Generalkommissariat Litauen                | lipiec 1941          | 5 listopada 1943         | obozy pracy, część zamordowano na miejscu                                                                                       | 8000                    |
| Szczadryn                  | Heeresgebiet Mitte                         | sierpień 1941        | 8 marca 1942             | zamordowani na cmentarzu żydowskim                                                                                              | 1700                    |
| Szczakowa                  | Provinz Oberschlesien                      | 1940                 | 8 czerwca 1942           | getto w Chrzanowie, obóz zagłady Auschwitz                                                                                      | 500                     |
| Szczebrzeszyn              | Generalgouvernement; Distrikt Lublin       | sierpień 1940        | 24 października 1942     | obóz zagłady w Bełżcu | 2800                    |
| Szczekociny                | Generalgouvernement, Distrikt Radom        | 1940                 | 20 września 1942         | obóz zagłady Treblinka II, obóz pracy w Skarżysku                                                                               | 1300                    |
| Szczors                    | Generalkommissariat Tschernigow            | wrzesień 1941        | styczeń 1942             | zamordowani w okolicy miasta | 1000                    |
| Szczuczyn                  | Bezirk Bialystok                           | jesień 1941          | 17 września 1943         | zamordowani na miejscu, getto w Boguszach, obóz koncentracyjny na Majdanku w Lublinie                                           | 2000                    |
| Szczuczyn                  | Generalkommissariat Weissruthenien         | sierpień 1941        | lato 1943                | getto w Lidzie, zamordowani na miejscu                                                                                          | 3000                    |
| Szepetówka                 | Generalkommissariat Wolhynien und Podolien | grudzień 1941        | 10 września 1942         | zamordowani w okolicy | 6000                    |
| Szepielewicze              | Heeresgebiet Mitte                         | sierpień 1941        | 12 grudnia 1941          | zamordowani w okolicy (ok. 150), getto w Kruhłem                                                                                | 500                     |
| Szkłów                     | Heeresgebiet Mitte                         | lipiec 1941          | 2 października 1941      | zamordowani koło wsi Żarchija                                                                                                   | 1500                    |
| Szpoła                     | Generalkommissariat Kiew                   | październik 1941     | 15 maja 1942             | zamordowani w okolicy miasta | 1700                    |
| Szumilino                  | Heeresgebiet Mitte                         | sierpień 1941        | 19 listopada 1941        | zamordowani w okolicy miasta | 400                     |
| Szumsk                     | Generalkommissariat Wolhynien und Podolien | marzec 1942          | 18 sierpnia 1942         | | 2000                    |
| Szweksznie                 | Generalkommissariat Litauen                | czerwiec 1941        | 22 września 1941         | zamordowani na miejscu | 300                     |
| Szydłowiec                 | Generalgouvernement, Distrikt Radom        | 22 grudnia 1941      | 13 stycznia 1943         | | 21000                   |
| Szydłowo                   | Generalkommissariat Litauen                | lipiec 1941          | 21 sierpnia 1941         | zamordowani na miejscu | 300                     |
| Szydłów                    | Generalgouvernement, Distrikt Radom        | 1 stycznia 1942      | 3 października 1942      | getto w Chmielniku, getto w Jędrzejowie                                                                                         | 3500                    |
| Śmiłowicze                 | Generalkommissariat Weissruthenien         | sierpień 1941        | 21 października 1941     | | 2000                    |
| Śniadowo                   | Bezirk Bialystok                           | 1 sierpnia 1941      | listopad 1942            | getto w Zambrowie | 650                     |
| Śniatyń                    | Generalgouvernement, Distrikt Galizien     | marzec 1942          | 10 września 1942         | getto w Kołomyi | 4000                    |
| Śnitków                    | Generalkommissariat Wolhynien und Podolien | koniec 1941          | 20 sierpnia 1942         | getto w Kuryłowcach Murowanych                                                                                                  | 500                     |
| Średniki                   | Generalkommissariat Litauen                | lipiec 1941          | 4 września 1941          | zamordowani w Wilkach | 200                     |
| Świerże                    | Generalgouvernement; Distrikt Lublin       | wiosna 1940          | listopad 1942            | getto we Włodawie | 800                     |
| Świerżeń Nowy              | Generalkommissariat Weissruthenien         | sierpień 1941        | 29 stycznia 1943         | zamordowani na miejscu | 700                     |
| Święciany                  | Generalkommissariat Litauen                | lipiec 1941          | 4 kwietnia 1943          | zamordowani w Ponarach | 4000                    |
| Świr                       | Generalkommissariat Litauen                | 5 listopada 1941     | sierpień 1942            | getto w Michaliszkach |                         |
| Świsłocz                   | Bezirk Bialystok                           | lipiec 1941          | 2 listopada 1942         | obóz tranzytowy w Wołkowysku | 3000                    |
| Talne                      | Generalkommissariat Kiew                   | sierpień 1941        | 6 kwietnia 1942          | zamordowani w Bilaszkach i w getcie                                                                                             | 1000                    |
| Tałka                      | Heeresgebiet Mitte                         | lipiec 1941          | wrzesień 1941            | zamordowani w okolicy | 250                     |
| Taraszcza                  | Generalkommissariat Kiew                   | sierpień 1941        | 9 listopada 1941         | zamordowani na prawosławnym cmentarzu                                                                                           | 1500                    |
| Tarczyn                    | Generalgouvernement, Distrikt Warschau     | grudzień 1940        | 28 lutego 1941           | getto w Warszawie | 1600                    |
| Tarłów                     | Generalgouvernement, Distrikt Radom        | 12 maja 1941         | 29 października 1942     | obóz zagłady Treblinka II | 2200                    |
| Tarnobrzeg                 | Generalgouvernement; Distrikt Krakau       | lipiec 1941          | lipiec 1942              | getto w Dębicy | 2000                    |
| Tarnogród                  | Generalgouvernement; Distrikt Lublin       | początek 1942        | 3 listopada 1942         | obóz zagłady w Bełżcu | 3000                    |
| Tarnopol                   | Generalgouvernement, Distrikt Galizien     | 25 września 1941     | 20 czerwca 1943          | obóz zagłady w Bełżcu, obóz janowski, zamordowani na miejscu                                                                    | 12000                   |
| Tarnów                     | Generalgouvernement; Distrikt Krakau       | 19 czerwca 1942      | 2 września 1943          | obóz w Płaszowie, obóz zagłady w Bełżcu                                                                                         | 16000                   |
| Tartu                      | Generalkommissariat Estland                | wiosna 1941          | sierpień 1941            | zamordowani na miejscu | 200                     |
| Taurogi                    | Generalkommissariat Litauen                | wrzesień 1941        | 16 września 1941         | zamordowani w lasach Twirig i Wyżbotaj                                                                                          | 4000                    |
| Telsze                     | Generalkommissariat Litauen                | 28 czerwca 1941      | 25 grudnia 1941          | zamordowani w majątku Reinai | 4000                    |
| Teofipol                   | Generalkommissariat Wolhynien und Podolien | koniec 1941          | 22 stycznia 1942         | zamordowani na miejscu | 1000                    |
| Teplik                     | Generalkommissariat Shitomir               | lipiec 1941          | 26 maja 1942             | zamordowani w okolicy miasta | 1700                    |
| Theresienstadt             | Protektorat Böhmen und Mähren              | listopad 1941        | 3 maja 1945              | obóz zagłady Auschwitz, obóz zagłady w Małym Trościeńcu                                                                         | 140000                  |
| Ternówka                   | Generalkommissariat Shitomir               | lipiec 1941          | 2 kwietnia 1943          | zamordowani w okolicy miasta | 3500                    |
| Tłumacz                    | Generalgouvernement, Distrikt Galizien     | marzec 1942          | 10 września 1942         | getto w Stanisławowie, obóz janowski, zamordowani na miejscu                                                                    | 3500                    |
| Tłuste                     | Generalgouvernement, Distrikt Galizien     | marzec 1942          | 27 maja 1943             | obóz zagłady w Bełżcu, obozy pracy, zamordowani na miejscu                                                                      | 7000                    |
| Tłuszcz                    | Generalgouvernement, Distrikt Warschau     | wrzesień 1940        | 27 maja 1942             | getto w Warszawie | 1000                    |
| Tołoczyn                   | Heeresgebiet Mitte                         | wrzesień 1941        | 13 marca 1942            | zamordowani w kołchozie Rekonstruktor                                                                                           | 2000                    |
| Tomaszów Lubelski          | Generalgouvernement; Distrikt Lublin       | 1941                 | marzec 1942              | getto w Cieszanowie | 1500                    |
| Tomaszów Mazowiecki        | Generalgouvernement, Distrikt Radom        | grudzień 1940        | 2 listopada 1942         | obóz zagłady Treblinka II | 15000                   |
| Tomaszówka                 | Generalkommissariat Wolhynien und Podolien | koniec 1941          | czerwiec 1942            | zamordowani na miejscu | 2000                    |
| Torczyn                    | Generalkommissariat Wolhynien und Podolien | luty 1942            | 23 sierpnia 1942         | zamordowani na cmentarzu żydowskim                                                                                              | 2000                    |
| Trembowola                 | Generalgouvernement, Distrikt Galizien     | 28 października 1942 | 5 czerwca 1943           | obóz zagłady w Bełżcu, zamordowani na miejscu                                                                                   | 4000                    |
| Trojanówka                 | Generalkommissariat Wolhynien und Podolien | lato 1941            | 3 września 1942          | getto w Maniewiczach | 500                     |
| Troki                      | Generalkommissariat Litauen                | czerwiec 1941        | wrzesień 1941            | zamordowani na wyspie | 400                     |
| Trudy                      | Heeresgebiet Mitte                         | sierpień 1941        | 7 lutego 1942            | zamordowani w okolicy | 100                     |
| Trzcianne                  | Bezirk Bialystok                           | jesień 1941          | 2 listopada 1942         | getto w Boguszach | 1200                    |
| Trzebinia                  | Provinz Oberschlesien                      | 1940                 | 10 czerwca 1942          | getto w Chrzanowie, obóz zagłady Auschwitz                                                                                      | 1200                    |
| Tuchów                     | Generalgouvernement; Distrikt Krakau       | 1941                 | grudzień 1942            | obóz zagłady w Bełżcu | 1500                    |
| Tuczyn                     | Generalkommissariat Wolhynien und Podolien | lato 1941            | 23 września 1942         | zamordowani w getcie | 3000                    |
| Tuliszków                  | Reichsgau Wartheland                       | styczeń 1940         | 1 października 1941      | getto w Kowalach Pańskich | 400                     |
| Turek                      | Reichsgau Wartheland                       | październik 1940     | październik 1941         | getto w Kowalach Pańskich | 4000                    |
| Turzysk                    | Generalkommissariat Wolhynien und Podolien | lato 1941            | 23 sierpnia 1942         | zamordowani poza miastem | 1500                    |
| Tyczyn                     | Generalgouvernement; Distrikt Krakau       | 17 grudnia 1941      | lipiec 1942              | getto w Rzeszowie | 1000                    |
| Tyszowce                   | Generalgouvernement; Distrikt Lublin       | 1942                 | listopad 1942            | getto w izbicy, obozy zagłady w Bełżcu i Sobiborze                                                                              | 2000                    |
| Tyśmienica                 | Generalgouvernement, Distrikt Galizien     | marzec 1942          | sierpień 1942            | getto w Stanisławowie | 2000                    |
| Uchanie                    | Generalgouvernement; Distrikt Lublin       | 1940                 | listopad 1942            | obóz zagłady w Sobiborze | 2000                    |
| Uchwała                    | Heeresgebiet Mitte                         | wrzesień 1941        | 4 maja 1942              | zamordowani na miejscu | 200                     |
| Uciana                     | Generalkommissariat Litauen                | 14 lipca 1941        | wrzesień 1941            | zamordowani w lesie Shilali | 4500                    |
| Ujazd                      | Generalgouvernement, Distrikt Radom        | lato 1942            | październik 1942         | obóz zagłady Treblinka II | 800                     |
| Ulanów                     | Generalgouvernement; Distrikt Krakau       | styczeń 1942         | październik 1942         | getto w Zaklikowie | 1400                    |
| Ułanów                     | Generalkommissariat Shitomir               | lipiec 1941          | 10 lipca 1942            | cmentarz polski w mieście | 2000                    |
| Ułła                       | Heeresgebiet Mitte                         | grudzień 1941        | 17 stycznia 1942         | zamordowani w okolicy | 300                     |
| Uniejów                    | Reichsgau Wartheland                       | 1940                 | 10 października 1941     | getto w Kowalach Pańskich | 1000                    |
| Urdomin                    | Generalkommissariat Litauen                | lipiec 1941          | 15 października 1941     | getto w Łoździejach | 200                     |
| Urzecze                    | Generalkommissariat Weissruthenien         | lato 1941            | 9 maja 1942              | zamordowani w okolicznych lasach                                                                                                | 900                     |
| Urzędów                    | Generalgouvernement; Distrikt Lublin       | 1 marca 1941         | październik 1942         | getto w Kraśniku, getto w Budzyniu                                                                                              | 600                     |
| Ustrzyki Dolne             | Generalgouvernement; Distrikt Krakau       |                      | 8 września 1942          | obóz w Zasławiu | 3000                    |
| Uszacz                     | Heeresgebiet Mitte                         | październik 1941     | 17 stycznia 1942         | zamordowani w okolicy | 1000                    |
| Uściług                    | Generalkommissariat Wolhynien und Podolien | marzec 1942          | wrzesień 1942            | getto we Włodzimierzu Wołyńskim                                                                                                 | 2000                    |
| Uwarowicze                 | Heeresgebiet Mitte                         | jesień 1941          | 15 listopada 1941        | zamordowani na miejscu | 700                     |
| Uzda                       | Generalkommissariat Weissruthenien         | lipiec 1941          | 17 października 1941     | zamordowani na miejscu | 1800                    |
| Uźlany                     | Generalkommissariat Weissruthenien         | lipiec 1941          | 9 października 1941      | zamordowani na cmentarzu żydowskim                                                                                              | 700                     |
| Użpol                      | Generalkommissariat Litauen                | czerwiec 1941        | 29 sierpnia 1941         | getto w Ucianie | 400                     |
| Użwenty                    | Generalkommissariat Litauen                | początek lipca 1941  | 30 lipca 1941            | zamordowani w lesie Želviai | 200                     |
| Wadowice                   | Provinz Oberschlesien                      | 1940                 | 10 sierpnia 1943         | obóz zagłady Auschwitz | 1500                    |
| Warka                      | Generalgouvernement, Distrikt Warschau     | 28 listopada 1940    | 21 lutego 1941           | getto w Warszawie | 2800                    |
| Warkowicze                 | Generalkommissariat Wolhynien und Podolien | maj 1942             | 7 października 1942      | zamordowani na miejscu | 1500                    |
| Warszawa                   | Generalgouvernement, Distrikt Warschau     | 2 października 1940  | maj 1943                 | obóz zagłady Treblinka II, zamordowani na miejscu                                                                               | 450000                  |
| Warta                      | Reichsgau Wartheland                       | luty 1940            | 25 sierpnia 1942         | getto w Kowalach Pańskich, Obóz Zagłady Kulmhof w Chełmnie nad Nerem                                                            | 2000                    |
| Wasiliszki                 | Generalkommissariat Weissruthenien         | listopad 1941        | sierpień 1943            | zamordowani na miejscu, getto w Lidzie                                                                                          | 2500                    |
| Wasilków                   | Bezirk Bialystok                           | sierpień 1941        | 2 listopada 1942         | getto w Białymstoku | 1000                    |
| Wawer                      | Generalgouvernement, Distrikt Warschau     | listopad 1940        | 23 marca 1942            | getto w Warszawie | 950                     |
| Wąwolnica                  | Generalgouvernement; Distrikt Lublin       | luty 1942            | październik 1943         | getto w Kurowie, Opolu Lubelskim, obóz zagłady w Bełżcu                                                                         | 2000                    |
| Wczorajsze                 | Generalkommissariat Shitomir               | sierpień 1941        | sierpień 1943            | zamordowani na miejscu | 500                     |
| Werba                      | Generalkommissariat Wolhynien und Podolien | 20 maja 1942         | 30 maja 1942             | zamordowani na miejscu | 300                     |
| Wędziagoła                 | Generalkommissariat Litauen                | 8 lipca 1941         | 23 sierpnia 1941         | getto w Bobtach | 400                     |
| Węgrów                     | Generalgouvernement, Distrikt Warschau     | 10 lipca 1940        | 22 września 1942         | obóz zagłady Treblinka II | 8000                    |
| Wiazyń                     | Generalkommissariat Weissruthenien         | październik 1941     | czerwiec 1942            | zamordowani na miejscu | 200                     |
| Widawa                     | Reichsgau Wartheland                       | 1940                 | 14 listopada 1941        | getto w Bełchatowie, Obóz Zagłady Kulmhof w Chełmnie nad Nerem,                                                                 | 450                     |
| Widukle                    | Generalkommissariat Litauen                | lipiec 1941          | 21 sierpnia 1941         | getto w Szawlach | 400                     |
| Widze                      | Generalkommissariat Litauen                | listopad 1941        | lato 1942                | getto w Święcianach | 2000                    |
| Wieksznie                  | Generalkommissariat Litauen                | lipiec 1941          | 4 sierpnia 1941          | zamordowani w Możejkach, getto w Szawlach                                                                                       | 500                     |
| Wieliczka                  | Generalgouvernement; Distrikt Krakau       | 1941                 | 27 sierpnia 1942         | getto w Krakowie, obóz zagłady w Bełżcu                                                                                         | 5000                    |
| Wielopole Skrzyńskie       | Generalgouvernement; Distrikt Krakau       | 1941                 | 2 lipca 1942             | getto w Ropczycach | 2000                    |
| Wieluń                     | Reichsgau Wartheland                       | marzec 1941          | 22 sierpnia 1942         | getto w Łodzi, Obóz Zagłady Kulmhof w Chełmnie nad Nerem,                                                                       | 4100                    |
| Wieruszów                  | Reichsgau Wartheland                       | październik 1941     | 23 sierpnia 1942         | getto w Łodzi, Obóz Zagłady Kulmhof w Chełmnie nad Nerem,                                                                       | 3400                    |
| Wierzbica                  | Generalgouvernement, Distrikt Radom        | koniec 1941          | 22 listopada 1942        | getto w Kozienicach, getto w Szydłowcu                                                                                          | 500                     |
| Wierzbołów                 | Generalkommissariat Litauen                | 10 lipca 1941        | 11 września 1941         | zamordowani na miejscu | 400                     |
| Wietka                     | Heeresgebiet Mitte                         | wrzesień 1941        | 3 grudnia 1941           | zamordowani w okolicy | 700                     |
| Wietryno                   | Heeresgebiet Mitte                         | wrzesień 1941        | 11 stycznia 1942         | zamordowani k wsi Kosari | 100                     |
| Wilejka                    | Generalkommissariat Weissruthenien         | lato 1941            | czerwiec 1944            | zamordowani na miejscu | 1500                    |
| Wilki                      | Generalkommissariat Litauen                | lipiec 1941          | 28 sierpnia 1941         | zamordowani w lesie Pakarkle | 500                     |
| Wilno                      | Generalkommissariat Litauen                | 6 września 1941      | 24 września 1943         | zamordowani w Ponarach, obóz na Majdanku, obóz zagłady w Sobiborze                                                              | 50000                   |
| Wiłkomierz                 | Generalkommissariat Litauen                | sierpień 1941        | 26 września 1941         | zamordowani w Puszczy Piwońskiej                                                                                                | 7000                    |
| Windawa                    | Generalkommissariat Lettland               | lipiec 1941          | początek 1943            | zamordowani w pobliżu drogi na Kuldigę                                                                                          | 1000                    |
| Winnica                    | Generalkommissariat Shitomir               | lato 1941            | wrzesień 1943            | zamordowani na miejscu | 30000                   |
| Wińkowce                   | Generalkommissariat Wolhynien und Podolien | jesień 1941          | 6 sierpnia 1942          | zamordowani w okolicy miasta | 2500                    |
| Wisznice                   | Generalgouvernement; Distrikt Lublin       | czerwiec 1940        | 17 listopada 1942        | getto w Międzyrzeczu Podlaskim, obóz zagłady w Treblince                                                                        | 2500                    |
| Wiszniew                   | Generalkommissariat Weissruthenien         | wrzesień 1941        | wrzesień 1942            | zamordowani przy drodze na Wistowice                                                                                            | 2000                    |
| Wiślica                    | Generalgouvernement, Distrikt Radom        | maj 1941             | 3 października 1942      | getto w Pińczowie | 2200                    |
| Wiśniowiec                 | Generalkommissariat Wolhynien und Podolien | 16 marca 1942        | 22 sierpnia 1942         | zamordowani na miejscu | 3500                    |
| Witebsk                    | Heeresgebiet Mitte                         | 25 lipca 1941        | 10 października 1941     | zamordowani nad brzegami Wićby                                                                                                  | 20000                   |
| Wiżuny                     | Generalkommissariat Litauen                | 26 czerwca 1941      | 7 sierpnia 1941          | zamordowani w lesie Raše | 500                     |
| Władysławów                | Reichsgau Wartheland                       | 1940                 | 20 października 1941     | getto w Kowalach Pańskich | 300                     |
| Władysławów                | Generalkommissariat Litauen                | lipiec 1941          | 16 września 1941         | zamordowani z lesie Paražniai                                                                                                   | 800                     |
| Włochy                     | Generalgouvernement, Distrikt Warschau     | 15 listopada 1940    | 30 lipca 1942            | getto w Warszawie | 300                     |
| Włocławek                  | Reichsgau Wartheland                       | listopad 1940        | 24 kwietnia 1942         | Obóz Zagłady Kulmhof w Chełmnie nad Nerem, obóz zagłady Auschwitz                                                               | 4000                    |
| Włodawa                    | Generalgouvernement; Distrikt Lublin       | styczeń 1940         | 3 maja 1943              | obóz zagłady w Sobiborze | 9000                    |
| Włodzimierz Wołyński       | Generalkommissariat Wolhynien und Podolien | 13 kwietnia 1942     | 3 września 1942          | zamordowani pod wsią Piatydnie                                                                                                  | 15000                   |
| Włodzimierzec              | Generalkommissariat Wolhynien und Podolien | kwiecień 1942        | 28 sierpnia 1942         | zamordowani na miejsc | 3000                    |
| Włoszczowa                 | Generalgouvernement, Distrikt Radom        | 10 lipca 1940        | 18 września 1942         | obóz zagłady Treblinka II, obóz pracy w Skarżysku                                                                               | 4500                    |
| Wobolniki                  | Generalkommissariat Litauen                | połowa lipca 1941    | 18 sierpnia 1941         | getto w Poswolu | 600                     |
| Wodzisław                  | Generalgouvernement, Distrikt Radom        | lipiec 1940          | 20 września 1942         | getto w Sędziszowie | 4000                    |
| Wojkowstadt                | Rejon tyłowy 11 Armii                      | listopad 1941        | 26 grudnia 1941          | zamordowani w getcie | 100                     |
| Wojnuta                    | Generalkommissariat Litauen                | 10 lipca 1941        | wrzesień 1941            | zamordowani w lesie Gerainiai                                                                                                   | 400                     |
| Wojsławice                 | Generalgouvernement; Distrikt Lublin       | zima 1940            | październik 1942         | obóz zagłady w Sobiborze, mordy na miejscu                                                                                      | 1500                    |
| Wolanów                    | Generalgouvernement, Distrikt Radom        | 22 grudnia 1941      | sierpień 1942            | getto w Szydłowie | 600                     |
| Wolbórz                    | Generalgouvernement, Distrikt Radom        | 5 maja 1942          | październik 1942         | getto w Piotrkowie Trybunalskim                                                                                                 | 450                     |
| Wolbrom                    | Generalgouvernement; Distrikt Krakau       | 1941                 | wrzesień 1942            | zamordowani na miejscu, obóz zagłady w Bełżcu                                                                                   | 7000                    |
| Wołczyn                    | Generalkommissariat Wolhynien und Podolien | jesień 1941          | 22 września 1942         | zamordowani na miejscu, obóz pracy w Brześciu                                                                                   | 900                     |
| Wołkowysk                  | Bezirk Bialystok                           | lato 1941            | 25 stycznia 1943         | KL Auschwitz | 20000                   |
| Wołomin                    | Generalgouvernement, Distrikt Warschau     | grudzień 1939        | 5 października 1942 roku | getto w Radzyminie | 2700                    |
| Wołożyn                    | Generalkommissariat Weissruthenien         | sierpień 1941        | 29 sierpnia 1942         | zamordowani na miejscu | 3500                    |
| Wołpa                      | Bezirk Bialystok                           | lato 1941            | 2 listopada 1942         | obóz w Wołkowysku | 1000                    |
| Wołyniec                   | Heeresgebiet Mitte                         | sierpień 1941        | 2 lutego 1942            | zamordowani na miejscu | 100                     |
| Worniany                   | Generalkommissariat Litauen                | jesień 1941          | sierpień 1942            | getto w Michaliszkach | 500                     |
| Woronicze                  | Heeresgebiet Mitte                         | sierpień 1941        | listopad 1941            | zamordowani w lesie Ostwiki | 100                     |
| Woronowica                 | Generalkommissariat Shitomir               | sierpień 1941        | 27 maja 1942             | zamordowani w cukrowni Stefanówka                                                                                               | 1000                    |
| Woronów                    | Generalkommissariat Weissruthenien         | lipiec 1941          | 23 maja 1942             | zamordowani na miejscu, getto w Lidzie, obóz na Majdanku                                                                        | 3000                    |
| Wyłkowyszki                | Generalkommissariat Litauen                | 26 czerwca 1941      | 24 września 1941         | zamordowani na miejscu | 3000                    |
| Wysock                     | Generalkommissariat Wolhynien und Podolien | 20 lipca 1941        | 9 września 1942          | zamordowani na miejscu | 1500                    |
| Wysokie Litewskie          | Bezirk Bialystok                           | lato 1941            | 12 listopada 1942        | obóz zagłady w Treblince | 5000                    |
| Wysokie Mazowieckie        | Bezirk Bialystok                           | sierpień 1941        | 2 listopada              | obóz w Zambrowie | 2000                    |
| Wyszogród                  | Regierungsbezirk Zichenau                  | grudzień 1940        | 29 listopada 1941        | obóz w Działdowie, getta w Nowym Dworze Mazowieckim i Czerwińsku                                                                | 1800                    |
| Wyśmierzyce                | Generalgouvernement, Distrikt Radom        | maj 1942             | 20 sierpnia 1942         | getto w Białobrzegach | 900                     |
| Wyżwa                      | Generalkommissariat Wolhynien und Podolien | lato 1942            | sierpień 1942            | zamordowani na miejscu | 800                     |
| Valdemārpils               | Generalkommissariat Lettland               | lipiec 1941          | sierpień 1941            | zamordowani przy drodze z Jaunciems do Kaltene                                                                                  | 150                     |
| Viļaka                     | Generalkommissariat Lettland               | lipiec 1941          | sierpień 1941            | zamordowani w lesie obok Kozukolns                                                                                              | 400                     |
| Viļāni                     | Generalkommissariat Lettland               | lipiec 1941          | 4 sierpnia 1941          | zamordowani na cmentarzu żydowskim                                                                                              | 400                     |
| Višķi                      | Generalkommissariat Lettland               | lipiec 1941          | sierpień 1941            | getto w Dynenburgu | 380                     |
| Zabłudów                   | Bezirk Bialystok                           | styczeń 1942         | 2 listopada 1942         | obóz przejściowy w Białymstoku                                                                                                  | 1500                    |
| Zagórów                    | Reichsgau Wartheland                       | wiosna/lato 1940     | wrzesień 1941            | zamordowani w lasach k. Kazimierza Biskupiego                                                                                   | 2200                    |
| Zakliczyn                  | Generalgouvernement; Distrikt Krakau       | 10 lipca 1942        | wrzesień 1942            | obóz zagłady w Bełżcu | 2000                    |
| Zaklików                   | Generalgouvernement; Distrikt Lublin       | październik 1941     | listopad 1942            | zamordowani na miejscu, obóz zagłady w Bełżcu                                                                                   | 2200                    |
| Zambrów                    | Bezirk Bialystok                           | sierpień 1941        | styczeń 1943             | obóz zagłady w Treblince, obóz KL Auschwitz                                                                                     | 20000                   |
| Zamość                     | Generalgouvernement; Distrikt Lublin       | kwiecień 1941        | 16 października 1942     | obozy zagłady w Bełżcu i Sobiborze, getto w Izbicy                                                                              | 8000                    |
| Zaostrowiecze              | Generalkommissariat Weissruthenien         | lato 1941            | czerwiec 1942            | getta w Sieniawce | 200                     |
| Zasław                     | Generalkommissariat Weissruthenien         | wrzesień 1941        | 29 października 1941     | zamordowani koło dworca Zielona                                                                                                 | 200                     |
| Zasław                     | Generalkommissariat Wolhynien und Podolien | sierpień 1941        | styczeń 1943             | zamordowani na miejscu | 3500                    |
| Zaśkiewicze                | Generalkommissariat Weissruthenien         | lipiec 1941          | czerwiec 1942            | zamordowani na miejscu lub getto w Smorgoniach                                                                                  | 300                     |
| Zawichost                  | Generalgouvernement, Distrikt Radom        | lato 1941            | 22 października 1942     | obóz zagłady w Bełżcu | 5000                    |
| Zawiercie                  | Reichsgau Wartheland                       | lipiec 1940          | 26 sierpnia 1943         | obóz zagłady Auschwitz | 7000                    |
| Zbaraż                     | Generalgouvernement, Distrikt Galizien     | 25 października 1942 | 9 czerwca 1943           | obóz zagłady w Bełżcu, obóz janowski, zamordowani na miejscu                                                                    | 6000                    |
| Zborów                     | Generalgouvernement, Distrikt Galizien     | jesień 1942          | 5 czerwca 1943           | obóz zagłady w Bełżcu, zamordowani na miejscu                                                                                   | 5000                    |
| Zdołbunów                  | Generalkommissariat Wolhynien und Podolien | maj 1942             | 14 października 1942     | zamordowani poza miastem | 3000                    |
| Zduńska Wola               | Reichsgau Wartheland                       | początek 1940        | 24 sierpnia 1942         | getto w Łodzi, Obóz Zagłady Kulmhof w Chełmnie nad Nerem                                                                        | 8500                    |
| Zdzięcioł                  | Generalkommissariat Weissruthenien         | 22 lutego 1942       | 6 sierpnia 1942          | zamordowani w getcie | 3000                    |
| Zelów                      | Reichsgau Wartheland                       | czerwiec 1940        | 12 sierpnia 1942         | getto w Łodzi, Obóz Zagłady Kulmhof w Chełmnie nad Nerem                                                                        | 7000                    |
| Zelwa                      | Bezirk Bialystok                           | lato 1941            | 2 listopada 1942         | obóz zagłady w Treblince | 4000                    |
| Zgierz                     | Reichsgau Wartheland                       |                      | 16 stycznia 1942         | getto w Łodzi | 80                      |
| Ziembin                    | Heeresgebiet Mitte                         | lipiec 1941          | 18 sierpnia 1941         | zamordowani na miejscu | 800                     |
| Zilupe                     | Generalkommissariat Lettland               | lipiec 1941          | 24 sierpnia 1941         | zamordowani w lesie obok wsi Zabolotskie                                                                                        | 400                     |
| Zinków                     | Generalkommissariat Wolhynien und Podolien | lato 1941            | 7 października 1942      | zamordowani na miejscu | 2200                    |
| Zinków                     | Generalkommissariat Kiew                   | koniec 1941          | 18 stycznia 1942         | zamordowani na miejscu | 200                     |
| Złoczew                    | Reichsgau Wartheland                       | luty 1940            | czerwiec 1942            | Obóz Zagłady Kulmhof w Chełmnie nad Nerem,                                                                                      | 2500                    |
| Złoczów                    | Generalgouvernement, Distrikt Galizien     | wiosna 1942          | 4 kwietnia 1943          | obóz zagłady w Bełżcu, zamordowani obok wsi Jelechowice                                                                         | 11000                   |
| Złotonosza                 | Generalkommissariat Kiew                   | wrzesień 1941        | czerwiec 1942            | zamordowani poza miastem | 3500                    |
| Złotopol                   | Generalkommissariat Nikolajew              | koniec 1941          | czerwiec 1942            | zamordowani na miejscu, egzekucje w Masłowie                                                                                    | 1000                    |
| Złynka                     | Heeresgebiet Mitte                         | wrzesień 1941        | 15 lutego 1942           | zamordowani w rowach przeciwczołgowych                                                                                          | 230                     |
| Zofiówka                   | Generalkommissariat Wolhynien und Podolien | lato 1941            | 22 grudnia 1942          | zamordowani w lesie koło wsi Jaroml                                                                                             | 7000                    |
| Zwiahel                    | Generalkommissariat Shitomir               | sierpień 1941        | 12 września 1941         | zamordowani na miejscu | 4500                    |
| Zwierzyniec                | Generalgouvernement; Distrikt Lublin       | lipiec 1941          | 22 października 1942     | obóz zagłady w Bełżcu | 400                     |
| Zwinogródka                | Generalkommissariat Kiew                   | październik 1941     | 14 lipca 1942            | zamordowani poza miastem | 1500                    |
| Zwoleń                     | Generalgouvernement, Distrikt Radom        | luty 1942            | 29 września 1942         | obóz zagłady Treblinka II | 11000                   |
| Żabinka                    | Generalkommissariat Wolhynien und Podolien | koniec 1941          | czerwiec 1942            | getto w Małorycie, zamordowani na miejscu i w Bronnej Górze                                                                     | 700                     |
| Żabno                      | Generalgouvernement; Distrikt Krakau       | maj 1942             | wrzesień 1942            | getto w Tarnowie | 800                     |
| Żagory                     | Generalkommissariat Litauen                | lipiec 1941          | 2 października 1941      | zamordowani na miejscu | 7000                    |
| Żarki                      | Generalgouvernement, Distrikt Radom        | 1941                 | 6 października 1942      | obóz zagłady Treblinka II, | 3500                    |
| Żarnów                     | Generalgouvernement, Distrikt Radom        | styczeń 1942         | październik 1942         | getto w Opocznie | 2500                    |
| Żaszków                    | Generalkommissariat Kiew                   | lato 1941            | wrzesień 1942            | obozy w Antonówce i Bukach, 500 zamordowanych na miejscu                                                                        | 1500                    |
| Żelechów                   | Generalgouvernement, Distrikt Warschau     | październik 1940     | wrzesień 1942            | obóz zagłady Treblinka II | 12000                   |
| Żłobin                     | Heeresgebiet Mitte                         | lipiec 1941          | 12 kwietnia 1942         | zamordowani na miejscu | 4000                    |
| Żmigród Nowy               | Generalgouvernement; Distrikt Krakau       | początek 1942        | 15 sierpnia 1942         | zamordowani w Hałbowie, obóz zagłady w Bełżcu                                                                                   | 2000                    |
| Żołudek                    | Generalkommissariat Weissruthenien         | październik 1941     | 9 maja 1942              | zamordowani w okolicach miasta                                                                                                  | 2000                    |
| Żorniszcze                 | Generalkommissariat Shitomir               | wrzesień 1941        | 27 maja 1942             | getto w Ilińcach | 500                     |
| Żółkiew                    | Generalgouvernement, Distrikt Galizien     | 1 grudnia 1942       | 6 kwietnia 1943          | obóz zagłady w Bełżcu, obóz janowski                                                                                            | 4000                    |
| Żuprany                    | Generalkommissariat Litauen                | lipiec 1941          | lato 1942                | getto w Oszmianie | 200                     |
| Żurawicze                  | Heeresgebiet Mitte                         | wrzesień 1941        | grudzień 1941            | zamordowani w okolicy | 700                     |
| Żurawno                    | Generalgouvernement, Distrikt Galizien     | wrzesień 1942        | 5 czerwca 1943           | obóz zagłady w Bełżcu | 1200                    |
| Żychlin                    | Reichsgau Wartheland                       | czerwiec 1940        | 3 marca 1942             | obóz zagłady w Chełmnie nad Nerem                                                                                               | 3200                    |
| Żyrardów                   | Generalgouvernement, Distrikt Warschau     | 1 października 1940  | jesień 1942              | getto w Warszawie, obóz zagłady Treblinka II                                                                                    | 4000                    |
| Żytomierz                  | Generalkommissariat Shitomir               | wrzesień 1941        | październik 1943         | zamordowani na miejscu | 7000                    |
| Żyżymory                   | Generalkommissariat Litauen                | lipiec 1941          | sierpień 1941            | zamordowani w lesie Strošiunai                                                                                                  | 800                     |